# Ligne de Petite Ceinture
Pour les articles homonymes, voir Petite ceinture.
La ligne de Petite Ceinture de Paris, communément désignée sous le nom de « Petite Ceinture », est une ligne de chemin de fer à double voie de 32 kilomètres de longueur encerclant Paris à l'intérieur des boulevards des Maréchaux. Bien que faisant toujours partie du réseau ferré national, elle est aujourd'hui inutilisée sur la majeure partie de son parcours.
Ouverte par tronçons de 1852 à 1869, la Petite Ceinture permet tout d'abord aux trains de marchandises de contourner Paris : ses embranchements avec toutes les grandes lignes évitent un trajet jusqu'aux gares terminus. À partir de 1862, elle absorbe la ligne d'Auteuil dans sa partie occidentale et s'ouvre aux voyageurs. Elle offre ainsi aux ouvriers, pour un tarif modéré, un service circulaire à travers les quartiers périphériques de la capitale, où les travaux d'Haussmann les ont relégués.
Après un apogée du trafic atteignant 38 millions de voyageurs lors de l'exposition universelle de 1900, les Parisiens délaissent de plus en plus la Petite Ceinture. Ses fréquences insuffisantes, l'espacement entre les gares, leurs équipements vieillots et leur accès parfois malaisé rebutent. Elle subit en outre la concurrence du métropolitain et de l'autobus, nouveaux moyens de transport mieux adaptés aux besoins urbains. Elle ferme définitivement aux voyageurs le 23 juillet 1934. Son trafic est aussitôt repris par une ligne d'autobus homonyme nommée « PC ». Seuls circulent encore, de nuit, quelques trains de grandes lignes. Le transport des voyageurs parisiens est maintenu sur une partie de la ligne d'Auteuil, intégrée en 1988 à la ligne C du RER pour former la nouvelle ligne d'Ermont - Eaubonne à Champ-de-Mars. Quant au trafic de marchandises, il se poursuit jusqu'aux années 1990.
Au sein du réseau ferré national, la Petite Ceinture constitue les lignes :
- 955 000[1], dite « ligne de La Rapée à Batignolles » ;
- 971 000[1], dite « ligne de Pont-Cardinet à Auteuil-Boulogne » (ancienne « ligne d'Auteuil ») ;
- 980 000[1], dite « ligne d'Auteuil-Boulogne à La Rapée ».

Laissées en friche, les infrastructures sont aujourd'hui envahies par la végétation, ce qui donne à la ligne une atmosphère particulière et a permis le développement d'une biodiversité unique à Paris. Si son accès demeure théoriquement interdit, la Petite Ceinture est particulièrement prisée des amateurs d'exploration urbaine. Elle accueille aussi quelques manifestations culturelles. La question de sa réouverture ou de sa reconversion en voie verte nourrit régulièrement les débats politiques parisiens. Depuis 2007 et après accord de la SNCF, propriétaire de l'infrastructure, la municipalité transforme certaines portions en coulées vertes provisoires. Le maintien de la plateforme permet toutefois une future réouverture au trafic des voyageurs.

## Histoire

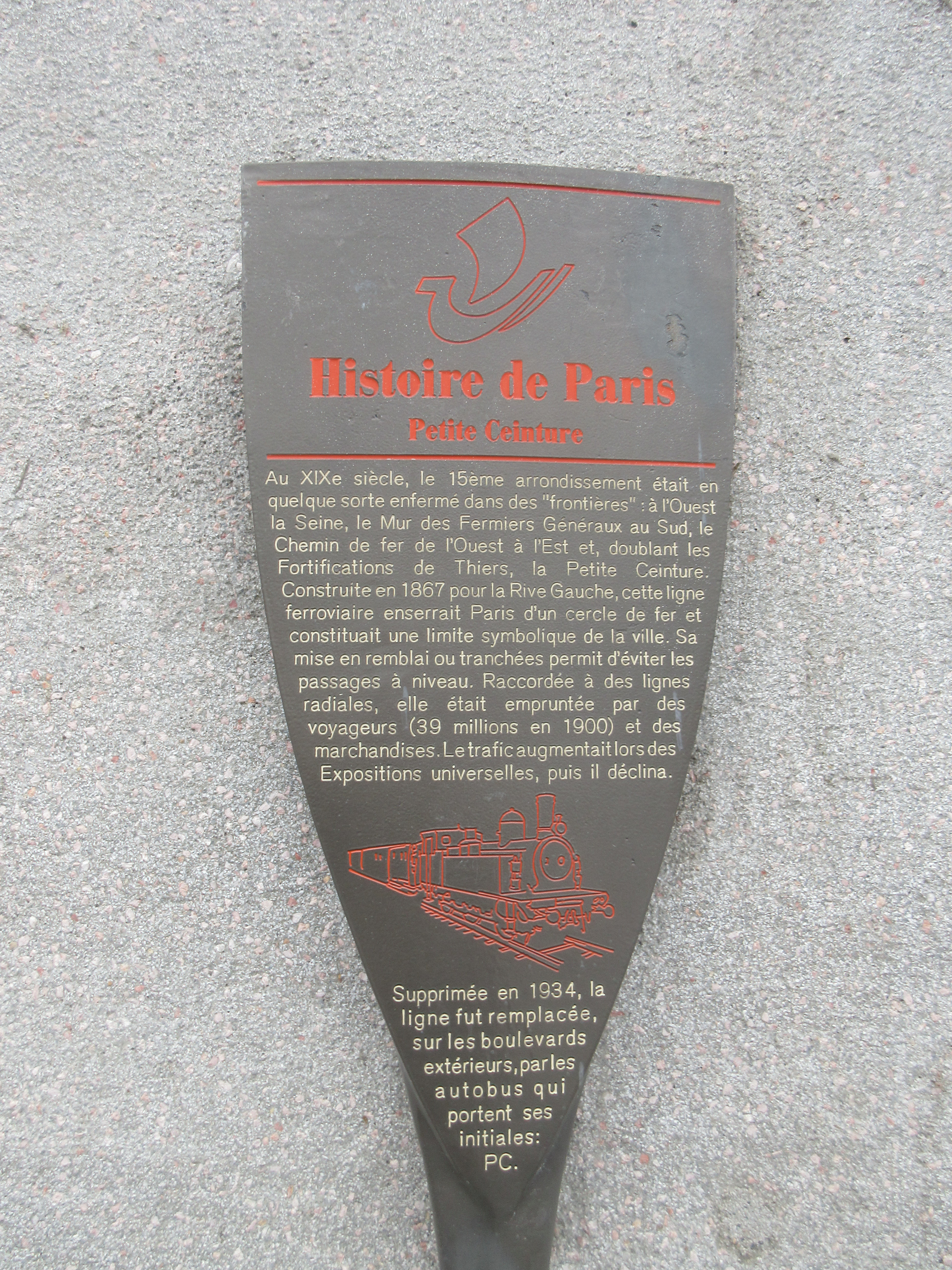
Panneau Histoire de Paris.

Vers le milieu du XIXe siècle, la construction des premières liaisons radiales ferroviaires au départ de Paris est réalisée sans aucun plan d'ensemble visant à raccorder les gares terminales des différentes compagnies.
Durant une dizaine d'années, celles-ci ont pu établir, chacune à sa guise, leur propre gare terminale sur des terrains périphériques encore quasiment vierges de bâtiments : gare de Saint-Lazare, de la Compagnie de Paris à Saint Germain (1837) ; gare Montparnasse, de la Compagnie de Versailles-Rive Gauche (1840) ; gare d'Austerlitz, de la Compagnie de Paris à Orléans (1840) ; gare du Nord, de la Compagnie du Nord (1846) ; gare de la Barrière d'Enfer (gare de Denfert-Rochereau), de la Compagnie de Sceaux (1846) ; gare de Lyon, de la Compagnie de Paris à Lyon (1849) ; et la gare de Strasbourg (puis de l'Est) de la Compagnie de Paris à Strasbourg (1849).
Cette situation chaotique fait de la capitale un point de rupture de charge obligatoire. Les échanges des voyageurs et des marchandises entre les dix terminus parisiens s'effectuant tant bien que mal par des rues étroites de la voirie urbaine d'avant les percées hausmanniennes.
La ville de Paris se dote à partir de 1841 de fortifications pour protéger ses nouvelles limites. Il s'avère alors nécessaire de pouvoir les approvisionner depuis l'intérieur de la ville fortifiée, que ce soit en soldats, en ravitaillement ou en armement.

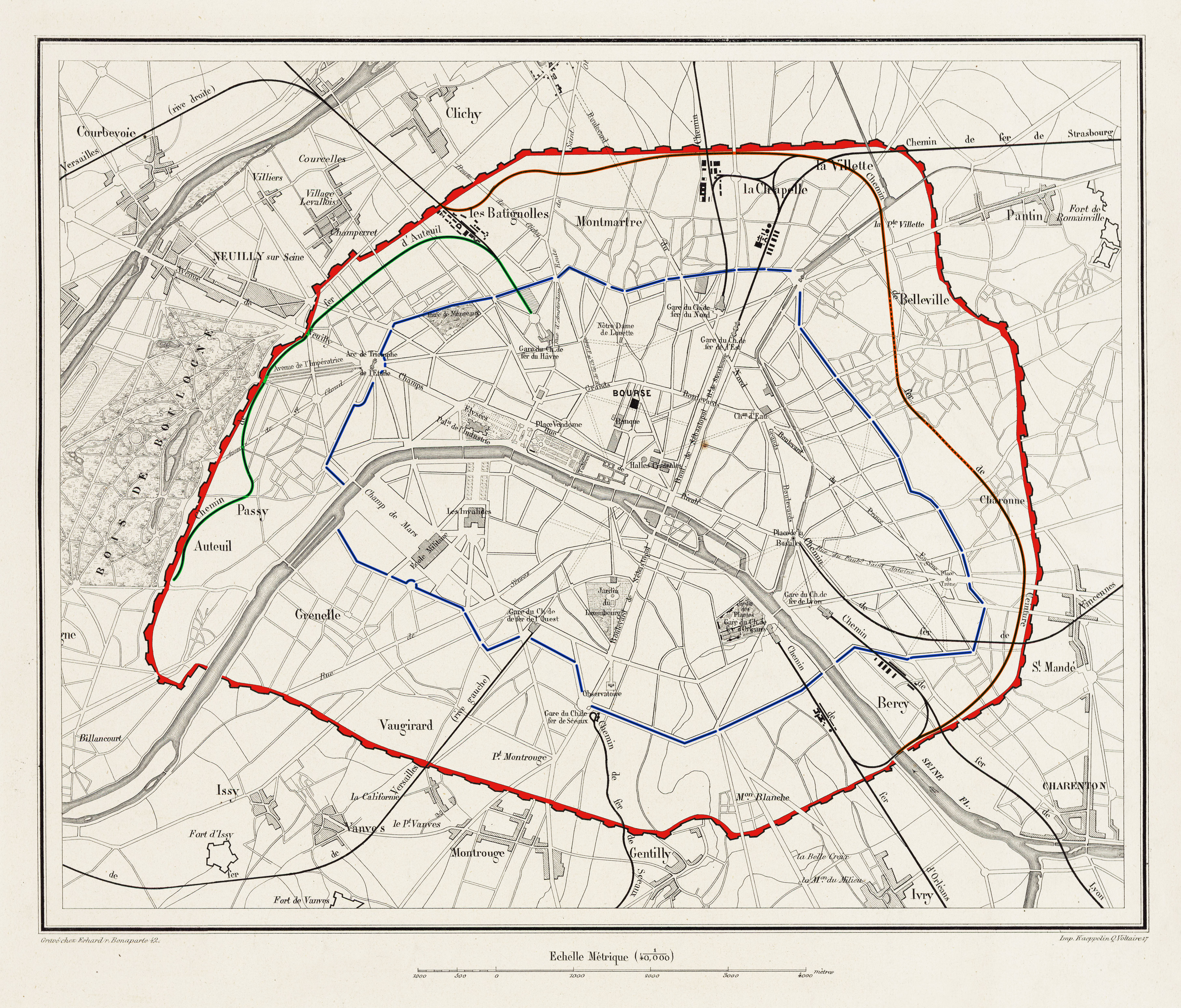
Plan de Paris (1859). Chemins de fer d'Auteuil (en vert) et de Petite Ceinture (en orange), entre le Mur des Fermiers généraux (en bleu) et l'Enceinte de Thiers (en rouge).

Les compagnies étant réticentes à réaliser un système d'échange entre elles, c'est le gouvernement qui s'intéresse au raccordement des gares de Paris par une ligne circulaire dont le tracé s'inscrit dans la nouvelle enceinte fortifiée.
Ainsi, le 10 décembre 1851, un décret déclare d'utilité publique la construction d'une ligne « entre les gares des Batignolles et la gare d'Orléans ».
La ligne est concédée par le ministre des Travaux publics par une convention signée à la même date par les compagnies des chemins de fer de Paris à Rouen, de Paris à Orléans, de Paris à Strasbourg et du Nord, réunies dans un syndicat. Cette convention est approuvée, le lendemain, par un autre décret.
Le chantier de construction procure du travail aux chômeurs de la ville. Cette ligne de « ceinture » est construite aux frais de l'État, lequel contribue pour quatre millions de francs au projet avec une contribution forfaitaire d'un million de francs pour les cinq compagnies concernées (de Rouen, d'Orléans, de Strasbourg, du Nord et de Lyon). Toutefois, elles doivent se réunir en syndicat pour l'exploitation commune de la jonction.
Simultanément, une jonction entre La Chapelle et La Villette (doublant la ceinture sur ce tronçon) est concédée aux Compagnies des chemins de fer du Nord et de Paris à Strasbourg par un décret toujours le 10 décembre 1851.
Un prolongement de la ligne entre les Batignolles et Auteuil est concédée par une convention passée le 9 août 1852 entre le ministre des Travaux publics et la Compagnie du chemin de fer de Paris à Saint-Germain. Cette convention est approuvée, et la ligne est déclarée d'utilité publique par un décret le 18 août suivant.
Le 30 janvier 1855, les compagnies de Paris à Saint-Germain, de Paris à Rouen, de Rouen au Havre, de l'Ouest et de Paris à Caen et à Cherbourg signent une convention de fusion. Celle-ci est approuvée par une convention signée les 2 février et 6 avril suivants entre le ministre des Travaux publics et les Compagnies. Enfin, la fusion est approuvée par un décret impérial le 7 avril 1855. Cette fusion donne naissance à la Compagnie des chemins de fer de l'Ouest. La ligne d'Auteuil est ouverte le 2 mai 1854 pour une desserte qui est limitée aux voyageurs jusqu'à son intégration dans la Petite Ceinture en 1867.
Le prolongement du chemin de fer de ceinture sur la rive gauche de la Seine entre Auteuil et la gare d'Orléans est déclaré d'utilité publique par décret impérial le 14 juin 1861. Le coût de sa réalisation est estimé à vingt-deux millions de francs. Cette section est concédée le 31 mai 1865 par une convention signée entre le ministre des Travaux publics et la Compagnie des chemins de fer de l'Ouest. Cette convention concède en outre à la compagnie, à titre éventuel, le raccordement au niveau des Batignolles entre la ligne d'Auteuil et la ceinture rive droite. Cette convention est approuvée par un décret impérial le 18 juillet suivant.
Un décret impérial du 18 septembre suivant rend cette concession définitive.
Une convention signée le 23 mars 1855 entre le ministre des Travaux publics et le prince Joseph Poniatowski concède à ce dernier une ligne de chemin de fer reliant la gare d'eau de Saint-Ouen au chemin de fer de ceinture. Cette convention est approuvée par décret impérial le 24 mars 1855. La concession est transférée l'année suivante à la société anonyme Compagnie du chemin de fer et des docks de Saint-Ouen. La ligne des Docks, mise en service en 1862, se raccorde à la Petite Ceinture au niveau du garage des Épinettes.
Afin d'acheminer le bétail aux abattoirs de la Villette, une convention est passée le 26 juillet 1864 entre la ville de Paris et le syndicat du chemin de fer de Ceinture pour la construction et l'exploitation d'une ligne de raccordement ferroviaire sur la Ceinture. Cette convention est approuvée par un décret impérial le 19 octobre suivant.
À l'origine, cette ligne de 32 kilomètres de long a un triple intérêt : relier entre elles les lignes radiales partant des grandes gares parisiennes, permettre les échanges de marchandises entre les réseaux et desservir les fortifications de Paris par l'intérieur pour des raisons stratégiques.
La ligne de Petite Ceinture est établie le long des boulevards des Maréchaux sur des viaducs ou en tranchée et parfois dans des tunnels.

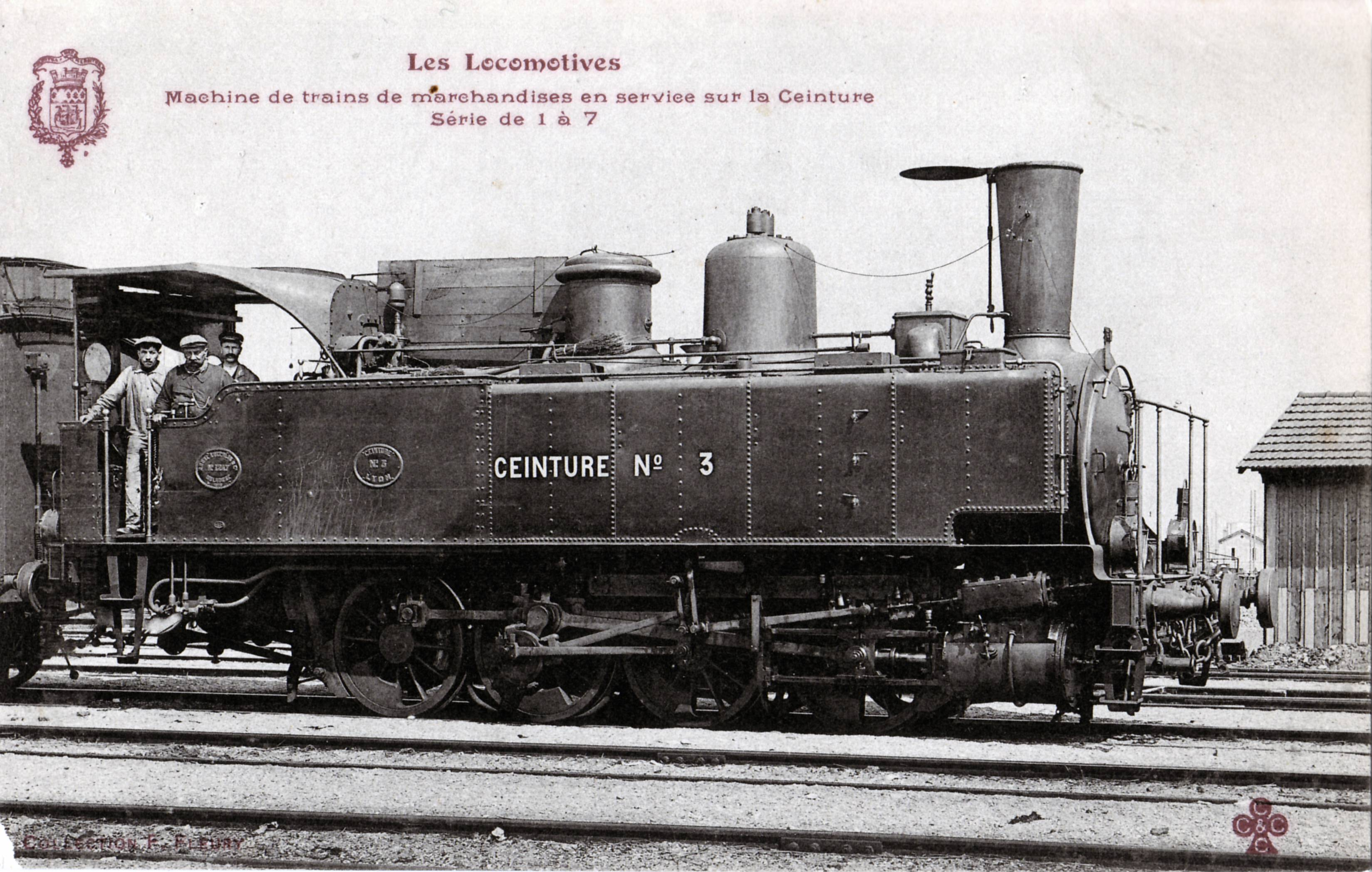
Locomotive type 040 no 3
du Syndicat de ceinture.

La première section de la Ceinture est mise en service le 11 décembre 1852 des Batignolles jusqu'aux voies de la compagnie du Nord au niveau de La Chapelle, puis les mises en service se succèdent : le 25 mars 1854 de La Chapelle à Bercy, en 1867 l'intégration de la ligne d'Auteuil qui avait été ouverte indépendamment en 1854, le 25 février 1867 le chemin de fer de Rive Gauche (Auteuil à Ivry, via Grenelle), puis l'embranchement du Champ de Mars.
Le dernier tronçon de la ligne est ouvert le 25 mars 1869 : un raccordement direct entre Clichy (ceinture rive droite) et Courcelles (ligne d'Auteuil). La nouvelle ligne est rapidement utilisée. Durant la guerre de 1870-1871, elle sert à transporter 800 000 hommes de troupe entre le 16 juillet 1870 et le 17 mars 1871.
Toutefois, la guerre met en évidence sa capacité insuffisante, ce qui aboutit à la création de la Grande Ceinture. Cette dernière ouvre en 1877, amenant sur la Petite Ceinture une réduction progressive du trafic des marchandises en transit et libérant des crénaux pour le service des voyageurs.

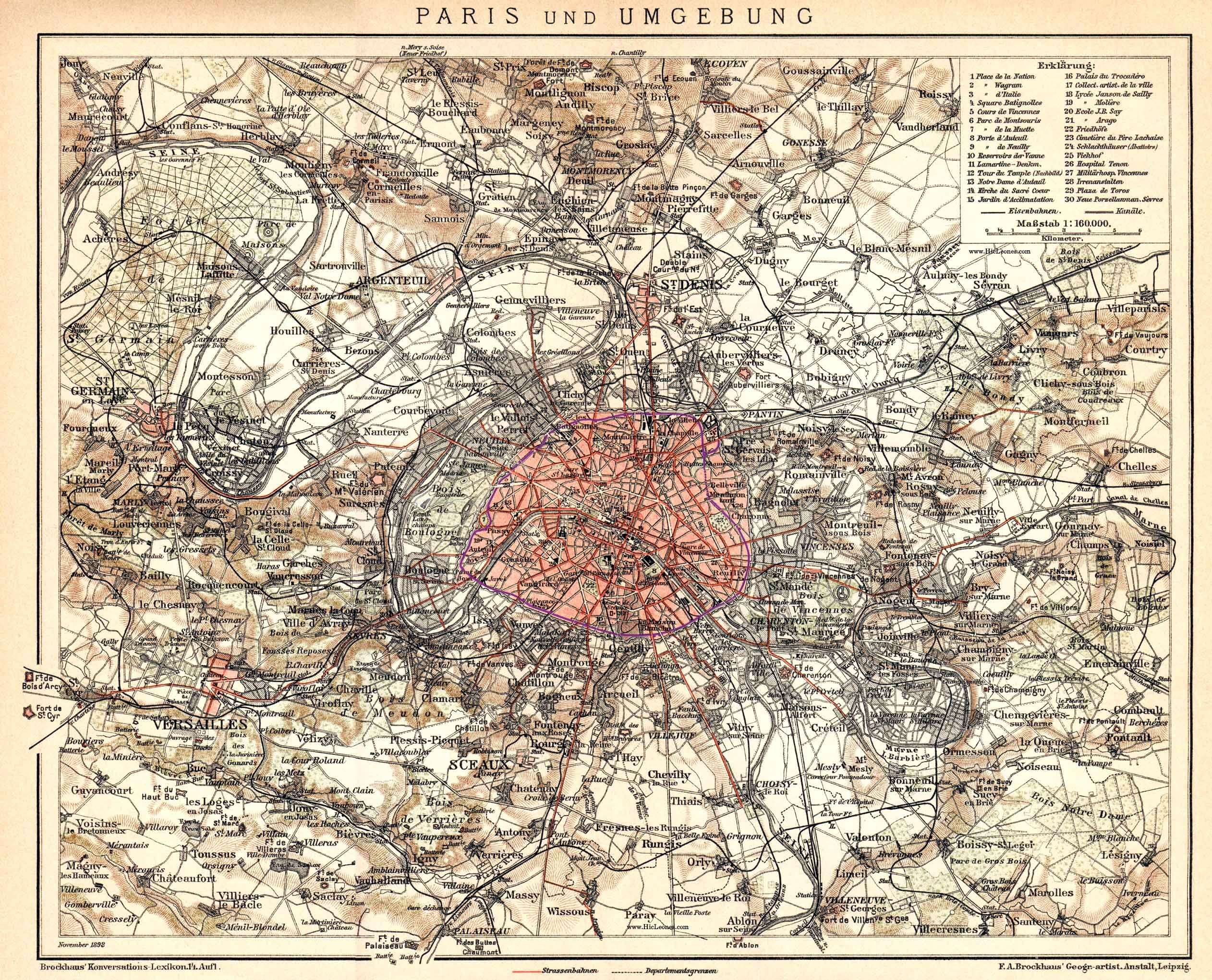
Plan de Paris (1898).
Petite Ceinture en violet.

Sur la rive droite, la ligne avait d'abord été construite à niveau. Dans le but de faciliter la circulation aux carrefours, les passages à niveau sont supprimés pour l'Exposition universelle de 1889, par relèvement de la plate-forme d'environ cinq mètres à l'est (notamment au cours de Vincennes) et par abaissement sur six à sept mètres au nord.
En 1896 un projet de création de deux gares souterraines, l'une dans le tunnel entre Charonne et Ménilmontant au niveau de la place Gambetta et l'autre dans le tunnel entre Ménilmontant et Belleville-Villette au niveau de l'angle entre la rue de Belleville et la rue de la Villette, est présenté par Paris à la Compagnie du Chemin de fer de Ceinture. Celle-ci le juge irréaliste pour des problèmes de coût, des problèmes techniques (incapacité d'assurer une ventilation suffisante pour évacuer les fumées) et de rentabilité. Le projet est abandonné en 1901. Le no 117 rue de Belleville, réservé par la ville pour la gare, est alors utilisé pour la construction de HBM par la fondation Rothschild, en 1904.
Un rapport est transmis au Conseil municipal de Paris le 7 juin 1931 : il conclut à la fermeture de la ligne au trafic voyageurs. Son auteur, Georges Prade, précise qu'au sommet de l'activité de la ligne dans les années 1890-1900, le trafic voyageurs n'a jamais représenté plus de 10 % du total des transports urbains de Paris intra-muros, et qu'en 1930 il dépasse à peine 1 %.
La suppression des trains de voyageurs est alors décidée : elle est effective le lundi 23 juillet 1934. Dès le 16 juillet, la ligne de bus de Petite Ceinture remplaçait le service ferroviaire. La ligne d'Auteuil (section Pont-Cardinet – Auteuil) demeure toutefois en service, jusque 1985.
Par un arrangement intervenu le 27 août 1934 entre les grandes compagnies de chemins de fer, le Syndicat du chemin de fer de petite ceinture est démantelé et la Compagnie des chemins de fer du Nord récupère l'exploitation des ceintures rive droite (hors ligne d'Auteuil) et rive gauche, ainsi que du raccordement de Courcelles à l'avenue de Clichy. Cet arrangement est approuvé par un décret le 23 octobre suivant.
En août 1944, trois trains militaires allemands sont attaqués entre les gares de Belleville-Villette et de Ménilmontant, par un détachement de FFI, de FTP, par des membres de l'OCM, par des policiers et des cheminots en retraite.

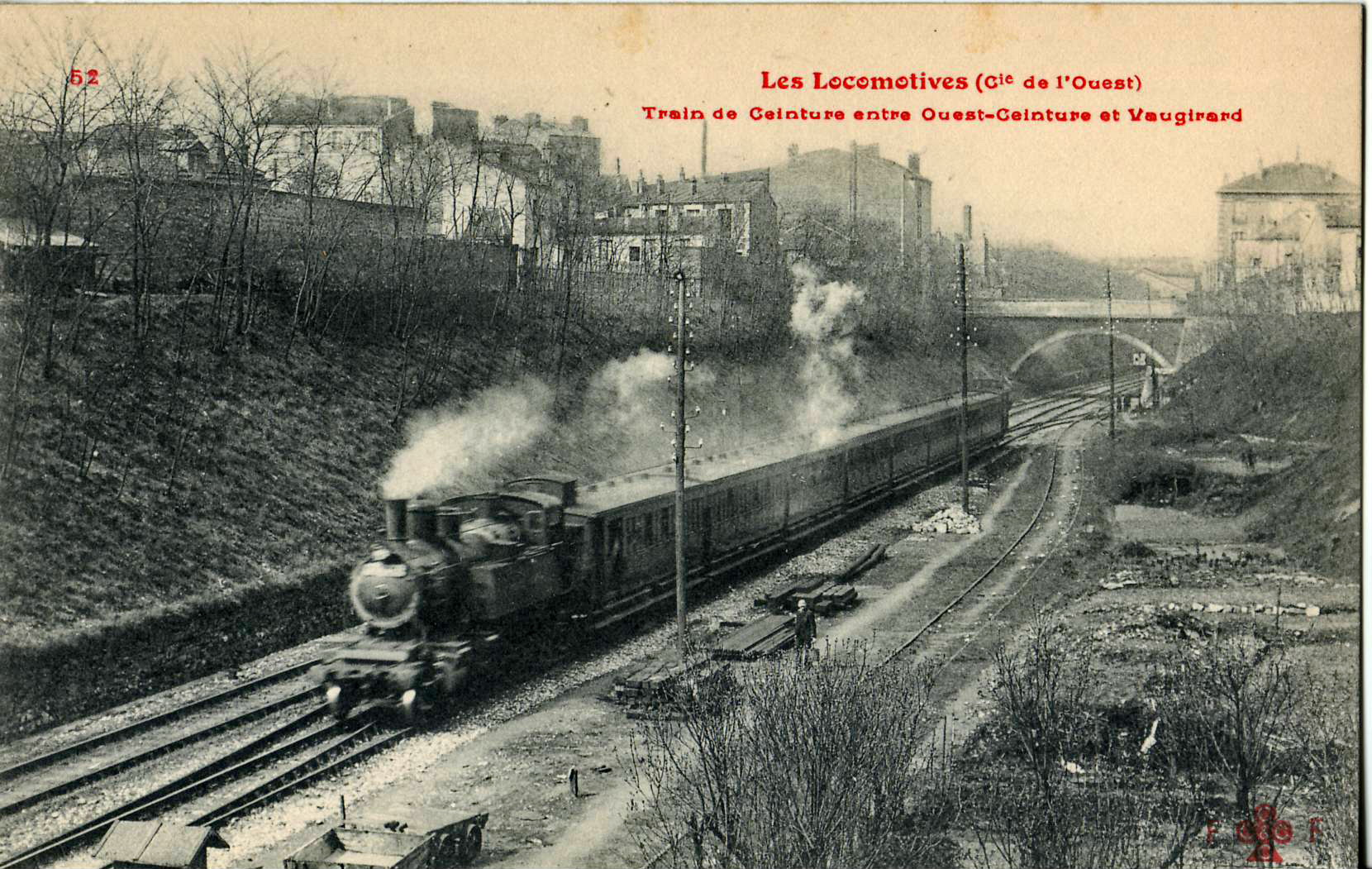
Train de voyageurs avant la Première Guerre mondiale.

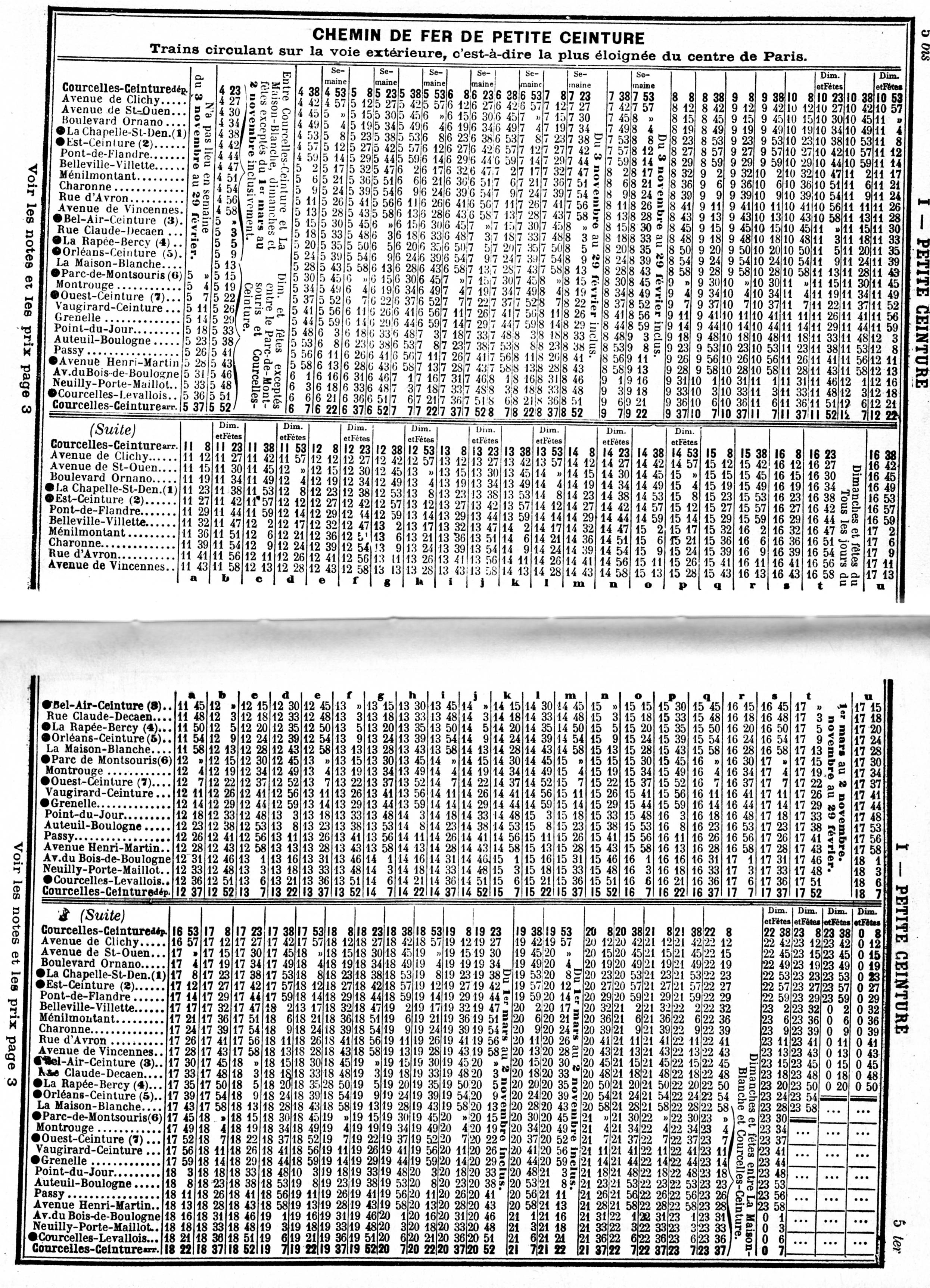
Horaires (mai 1914).

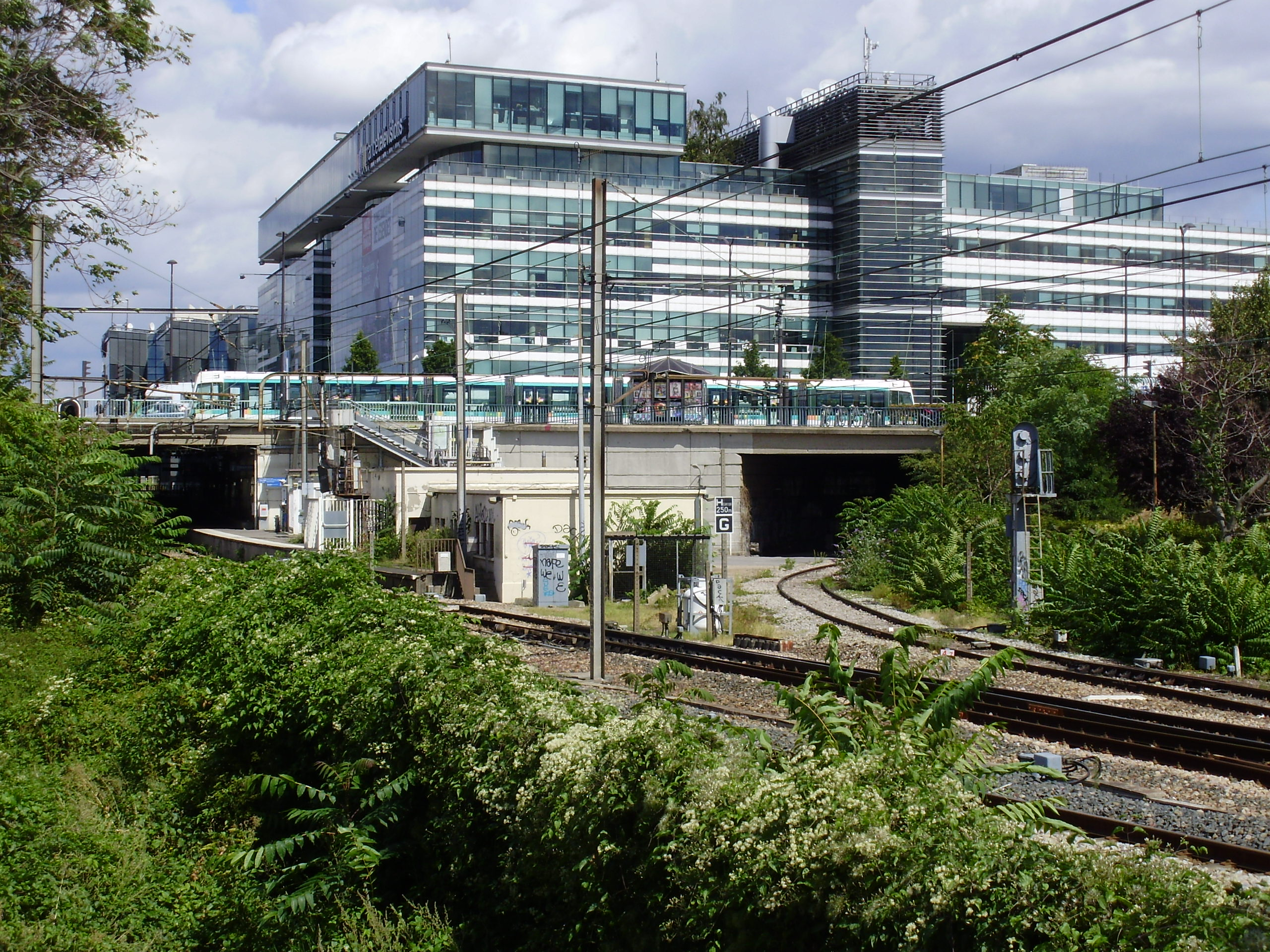
Raccordement de 1964 avec la ligne des Invalides à Versailles-Rive-Gauche.

À partir des années 1970, le système de transport sur pneumatiques Aramis, un personal rapid transit, puis un mini-métro automatique, est projeté afin de desservir une exposition universelle en 1989 (projet rapidement abandonné) puis pour une possible candidature de Paris aux jeux olympiques de 2000. Un Centre d'études techniques (CET), soit une base d'essais, est construit à la gare de Grenelle-marchandises. À la suite de l'annulation du projet, les installations sont détruites. Ces études ont contribué à l'avènement du véhicule automatique léger (VAL) utilisé dans plusieurs villes, y compris en région parisienne pour la liaison entre la ligne B du RER et l'aéroport d'Orly (Orlyval).
De 1994 à 1998, un court tronçon de la ligne, situé dans le 13e arrondissement, est loué par la RATP : la base d'essais de la petite ceinture. Celle-ci est utilisée pour des études d'automatisation intégrale du mouvement des trains (AIMT) dans le cadre du projet Meteor, qui a permis aux industriels de développer et mettre au point le système d'automatisation de l'exploitation des trains (SAET). À la fin de la campagne d'essais, les installations provisoires sont démontées et la plateforme remise presque en l'état antérieur.
Actuellement, 60 % du parcours de la Petite Ceinture sont à l'air libre (tranchée ouverte, à niveau, en remblais, en ouvrage aérien), et les 40 % restants sont en souterrain, en tranchée couverte ou en tunnel.

### Trafic
En 1855, la Ceinture (rive droite) transporte 780 000 tonnes de marchandises, dont 20 000 t en trafic local et le reste en transit entre les grands réseaux.
Le trafic voyageurs débute le 14 juillet 1862 entre Batignolles-Clichy et La Rapée-Bercy puis s'étend progressivement à toute la ligne. Il passe de 5 millions en 1878 à 39 millions en 1900, année record liée à l'exposition universelle. Après cette date, le trafic voyageurs décroît avec l'ouverture progressive du métro par la Compagnie du chemin de fer métropolitain de Paris (CMP) et la Société du chemin de fer électrique souterrain Nord-Sud de Paris (le « Nord-Sud »), malgré une amélioration lors de la desserte de l'Exposition coloniale de 1931 par la station Claude-Decaen.
Après plusieurs tentatives infructueuses de céder la ligne à la Compagnie du chemin de fer métropolitain de Paris (CMP), le Syndicat de la Ceinture, confronté à d'importantes difficultés financières, obtient de l'État l'autorisation de supprimer le service voyageurs le 22 juillet 1934.
Les tableaux suivants compilent les données issues des rapports d’activité du syndicat de 1864 à 1913 puis les données fournies à l’Union internationale des chemins de fer (UIC) de 1921 à 1934. Le trafic de la ceinture rive gauche est inclus dans ces tableaux à partir du 1er mai 1883. Pour les années 1883 à 1888, les données sont égales à la somme des trafics de la rive droite et de la rive gauche. Le Centre des archives du monde du travail à Roubaix possède les documents d’une conférence sur l'historique, l'organisation et les conditions d'exploitation des ceintures (cote 75 AQ 49) avec des chiffres légèrement différents.
| 1864    | 1865      | 1866      | 1867      | 1868      | 1869      | 1870      | 1871      | 1872      | 1873      |
| 773 930 | 1 241 919 | 1 648 992 | 2 960 291 | 2 810 202 | 3 580 508 | 4 334 393 | 2 924 157 | 3 700 483 | 3 646 843 |

| 1874      | 1875      | 1876      | 1877      | 1878      | 1879      | 1880      | 1881      | 1882      | 1883       |
| 3 235 859 | 4 303 324 | 4 252 255 | 4 308 893 | 5 607 008 | 4 675 644 | 5 276 583 | 6 272 831 | 7 271 625 | 12 652 556 |

| 1884       | 1885       | 1886       | 1887       | 1888       | 1889       | 1890       | 1891       | 1892       | 1893       |
| 16 636 109 | 17 896 714 | 17 569 406 | 17 336 201 | 18 060 613 | 19 555 876 | 17 307 077 | 19 802 664 | 20 575 967 | 22 046 397 |

| 1894       | 1895       | 1896       | 1897       | 1898       | 1899       | 1900       | 1901       | 1902       | 1903       |
| 24 084 997 | 25 970 113 | 26 777 621 | 27 511 916 | 28 478 130 | 30 178 535 | 38 993 520 | 31 412 592 | 33 100 046 | 31 623 573 |

| 1904       | 1905       | 1906       | 1907       | 1908       | 1909       | 1910       | 1911       | 1912       | 1913       |
| 30 897 369 | 30 230 925 | 29 338 500 | 27 939 832 | 24 477 461 | 23 014 248 | 24 283 583 | 16 975 060 | 15 517 925 | 14 492 005 |

| 1914      | 1915      | 1916      | 1917      | 1918      | 1919      | 1920      | 1921      | 1922      | 1923       | 1924      | 1925      |
| Non connu | Non connu | Non connu | Non connu | Non connu | Non connu | Non connu | 9 745 862 | 9 846 848 | 10 045 360 | 8 977 350 | 8 723 219 |

| 1926      | 1927      | 1928      | 1929      | 1930      | 1931       | 1932      | 1933      | 1934      |
| 8 285 431 | 7 191 186 | 7 256 392 | 7 490 124 | 8 524 234 | 10 836 058 | 7 895 774 | 7 631 884 | 3 776 173 |

La Société des transports en commun de la région parisienne (STCRP), ancêtre de la Régie autonome des transports parisiens (RATP), met immédiatement en service une ligne de bus, la ligne PC. Le 1er octobre 1999, cette dernière est remplacée par les trois lignes de bus PC1, PC2, PC3.
Le 16 décembre 2006 est mise en service la ligne de tramway T3, dite des Maréchaux sud, renommée T3a le 15 décembre 2012, jour de la mise en service de la ligne de tramway T3b, dite des Maréchaux est.
La partie ouest, entre Pont-Cardinet et Auteuil, connue sous le nom de ligne d'Auteuil, est exploitée jusqu'en 1985, date de début des travaux de la branche nord du RER C, mise en service en 1988.
Le raccordement entre Pont-Cardinet et Pereire - Levallois n'est pas intégré à la ligne C ; il est exploité jusqu'en juillet 1996 en navette, remplacée depuis par des autobus.
Le viaduc d'Auteuil, qui franchissait la Seine en reliant le boulevard Victor dans le 15e arrondissement à la porte d'Auteuil dans le 16e, fut démoli en 1962 (tout comme son viaduc d'accès boulevard Exelmans) et remplacé par un pont à un seul niveau et uniquement routier, dénommé Pont du Garigliano. Cette amputation supprima la connexion entre l'ouest et le sud du réseau.
À partir de juillet 1934, la ligne de Petite Ceinture n'est plus utilisée que par des trains de marchandises et des trains de voyageurs « grandes lignes » reliant de nuit le nord et le sud-est de la France, ainsi que par quelques trains de nuit du réseau sud-est dont le terminus était reporté à Paris-Nord, pour les transferts de trains entre gares, au nord et à l'est, jusqu'à la fin des années 1980, et des échanges de locomotives jusqu'à nos jours. Le trafic de trains de marchandises se poursuit, quant à lui, jusqu'au début des années 1990.
Au sud, elle dessert les usines Citroën de Grenelle (aujourd'hui parc André-Citroën) jusqu'en 1976, ainsi que les ateliers du métro (ancien Nord-Sud) de Vaugirard, les abattoirs de Vaugirard (actuel parc Georges-Brassens) jusqu'en 1979, et la gare de Paris-Gobelins (sous le quartier des Olympiades dans le 13e arrondissement) jusqu'en 1991.

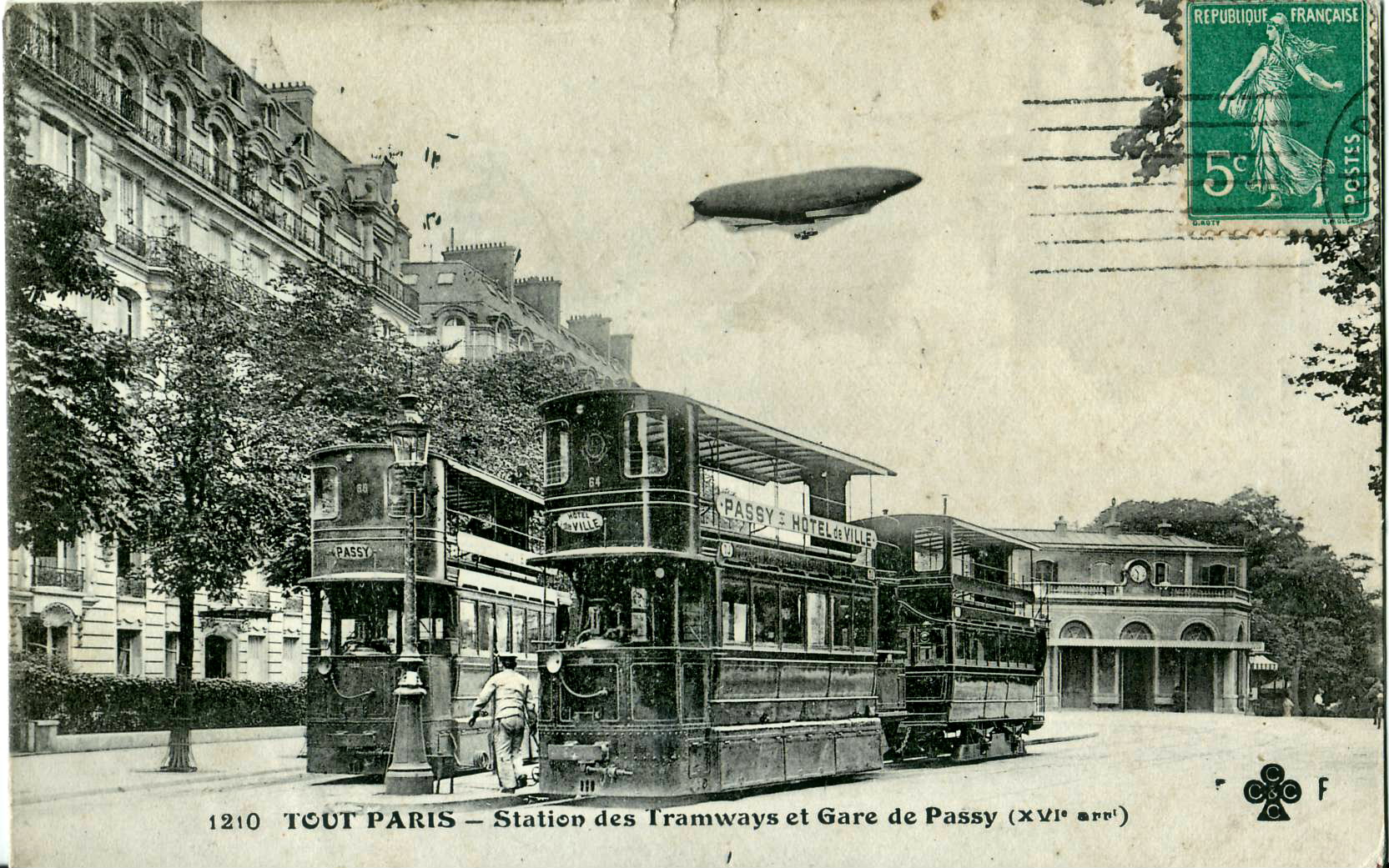
Gare de Passy (début du XXe siècle).
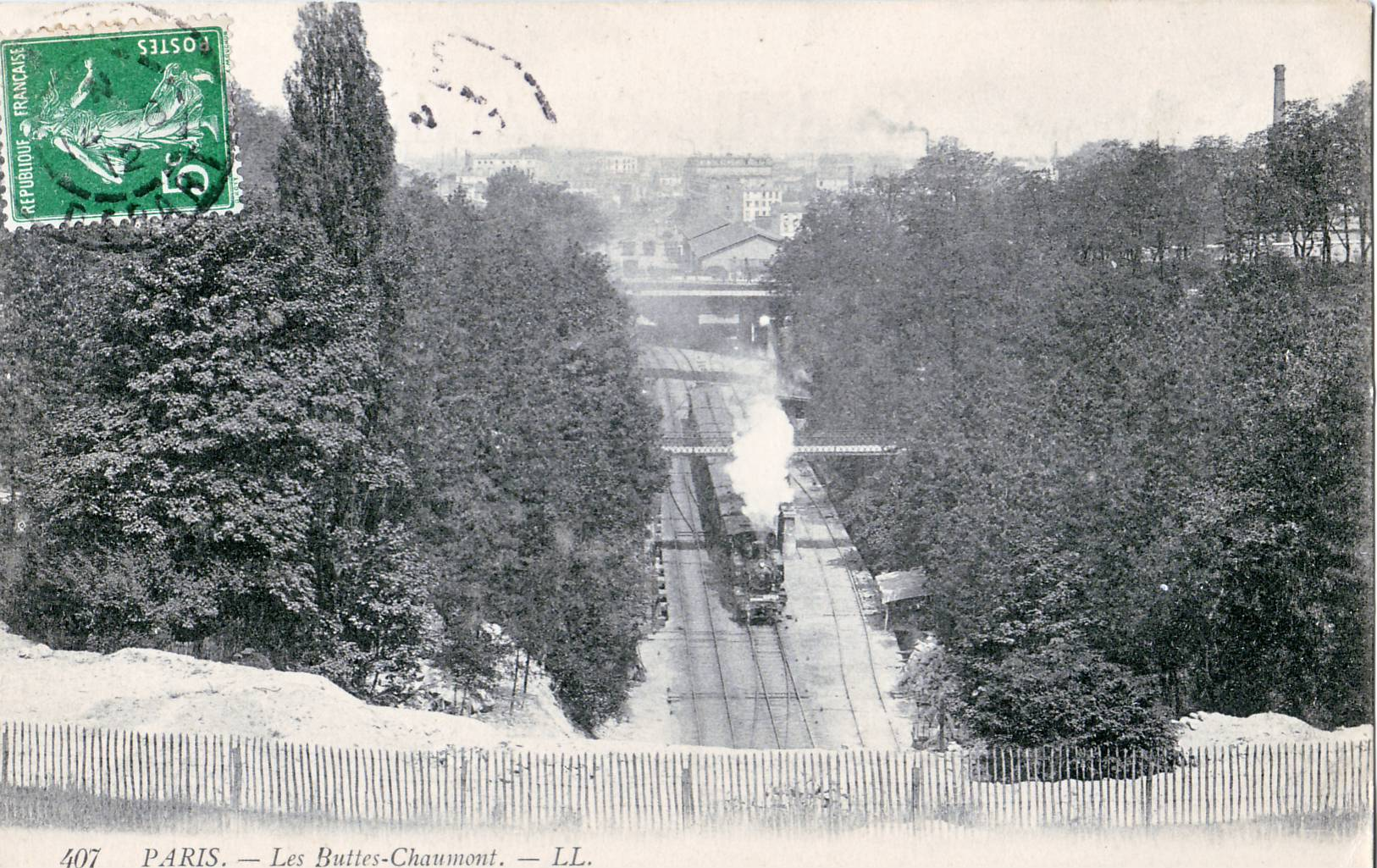
Tranchée des Buttes-Chaumont (1912).
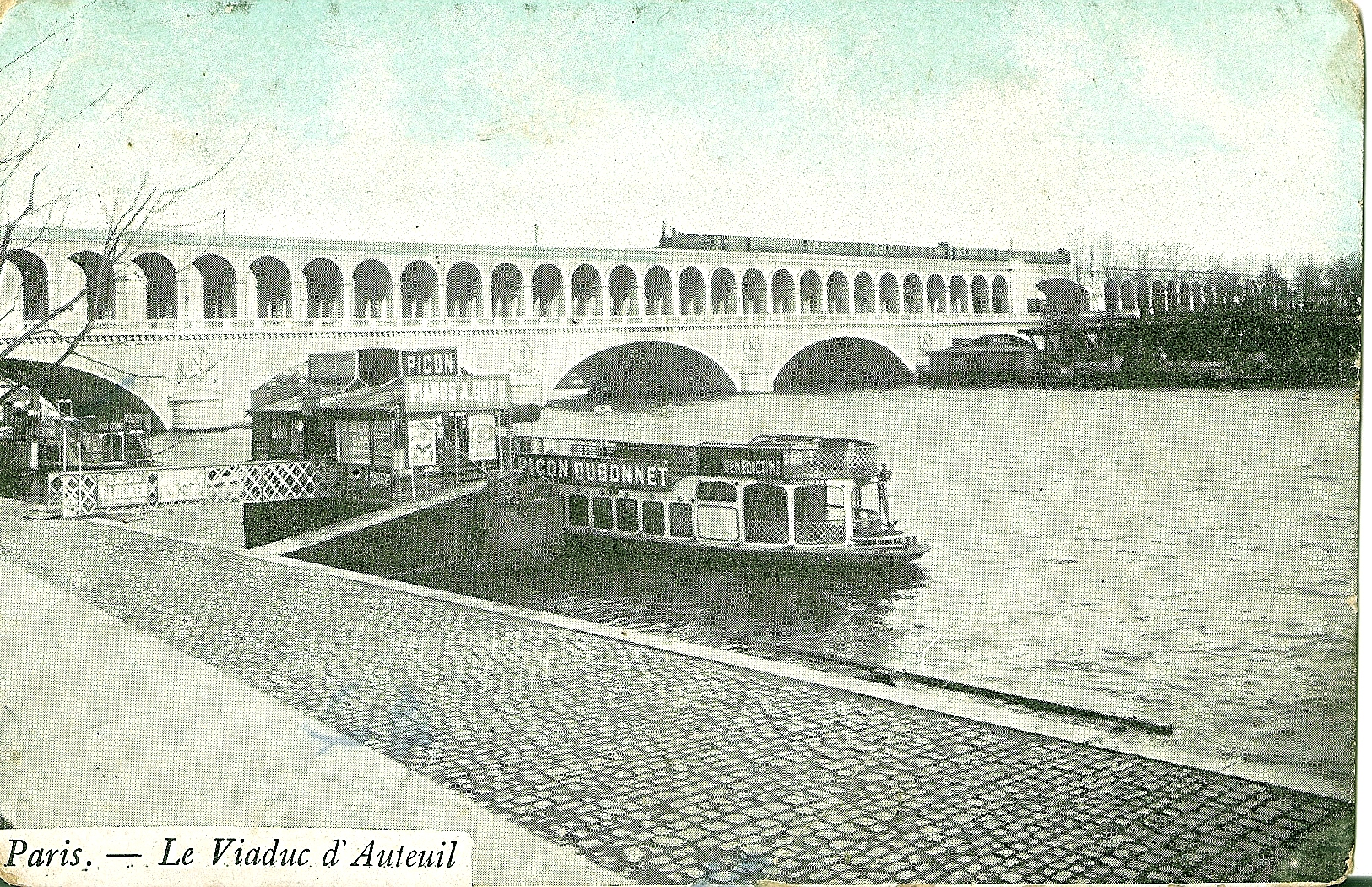
Viaduc du Point du Jour.

### Gestion
La ligne de la Petite Ceinture est exploitée à l'origine par une société anonyme administrée par un syndicat constitué par deux membres de chaque compagnie fondatrice. Le 22 janvier 1853, le syndicat est officiellement créé, mais la constitution de la société anonyme est plus complexe car le Conseil d'État n'homologue pas ladite société, pour des questions d'ordre financier et des vices de forme.

### Gares

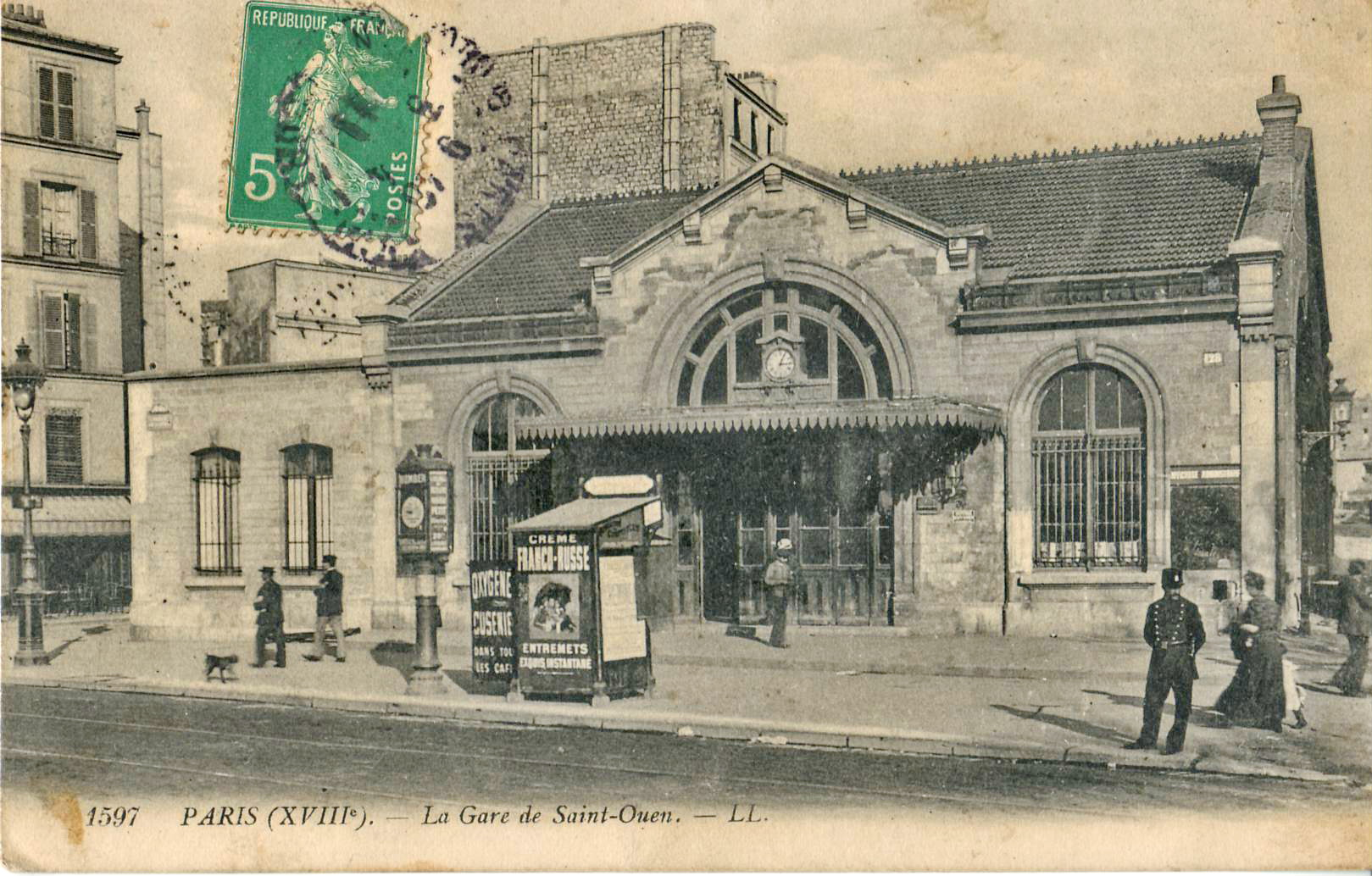
Gare Avenue de Saint-Ouen.
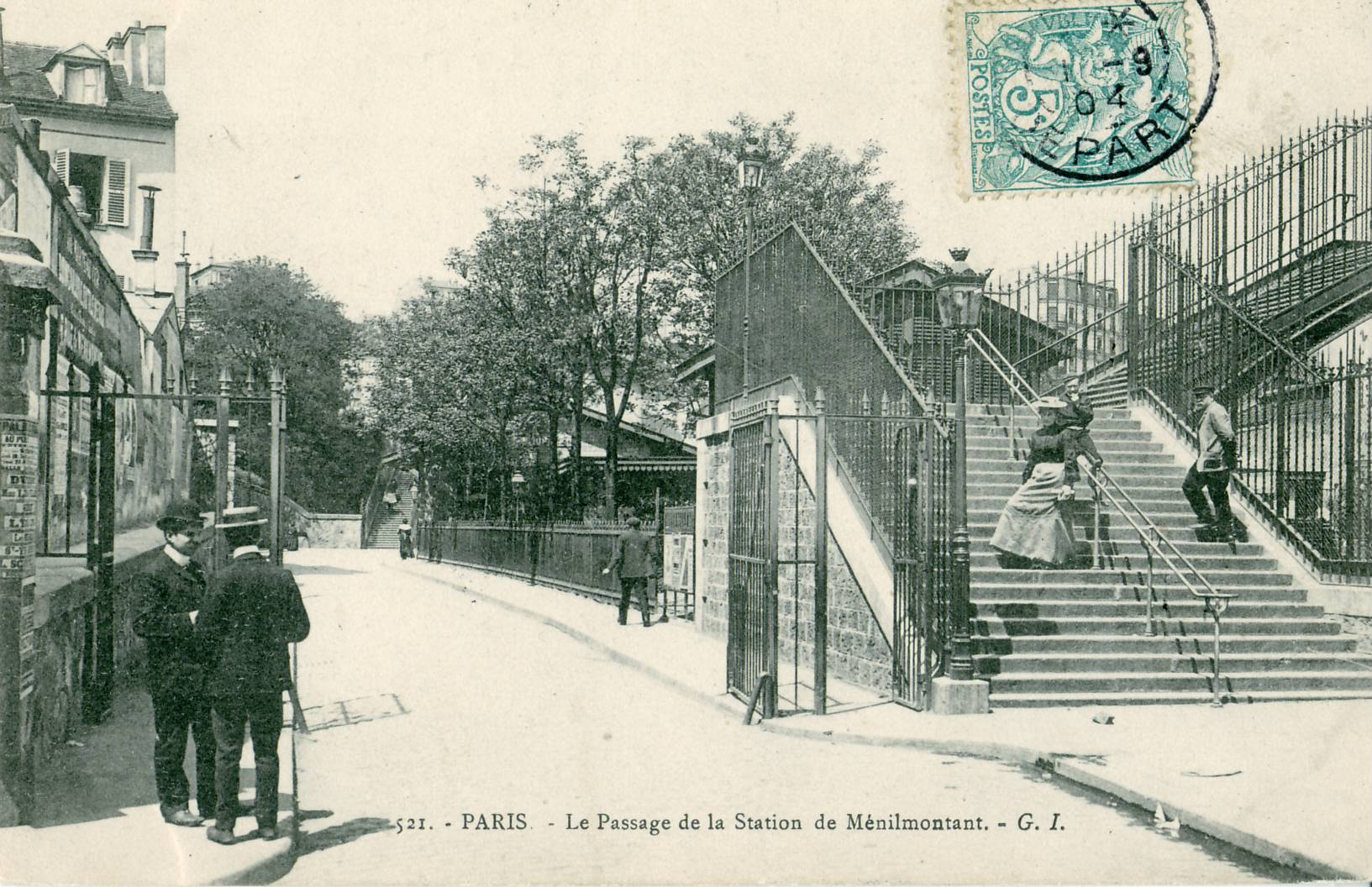
Gare de Ménilmontant.
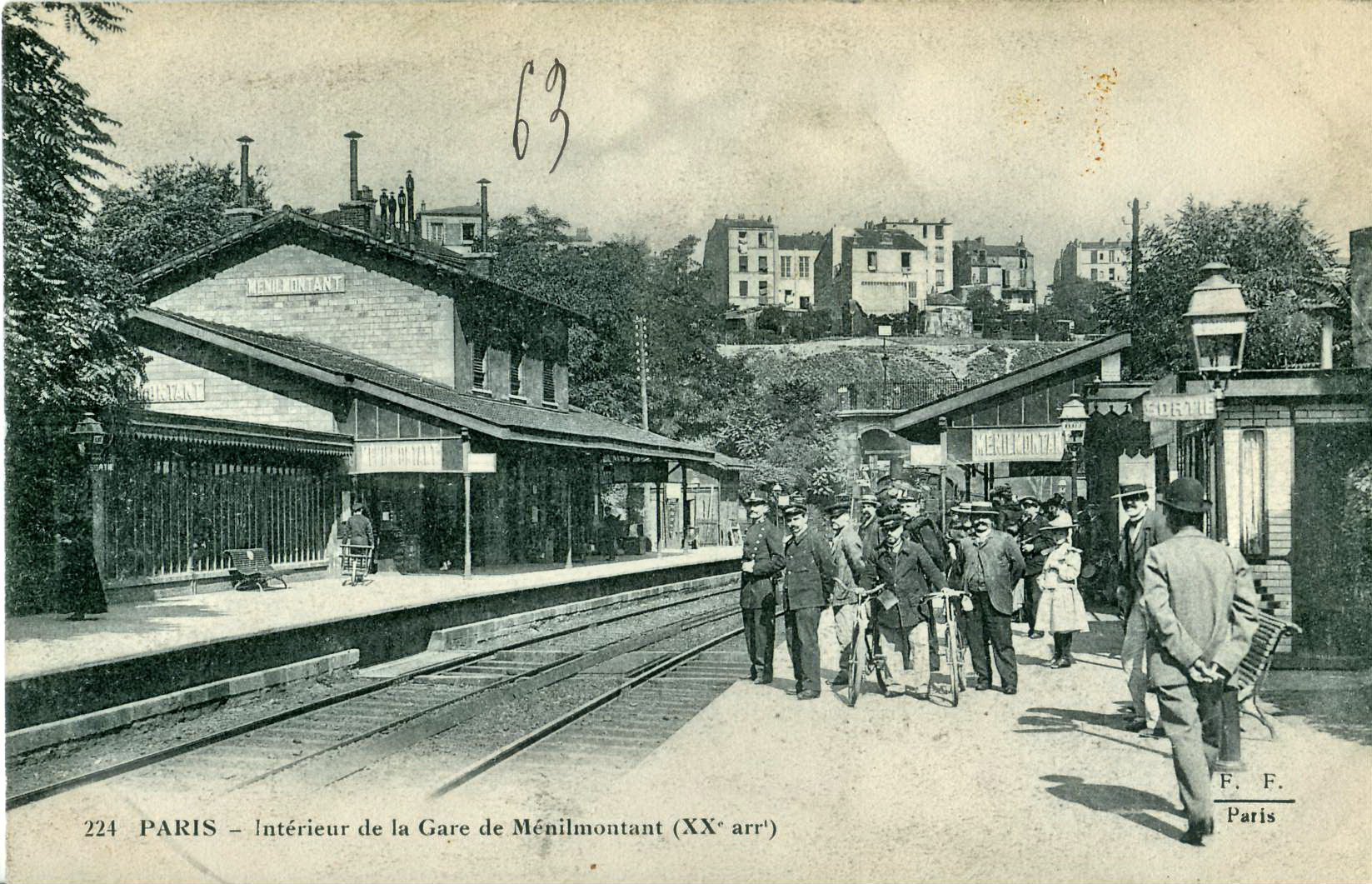
Gare de Ménilmontant.
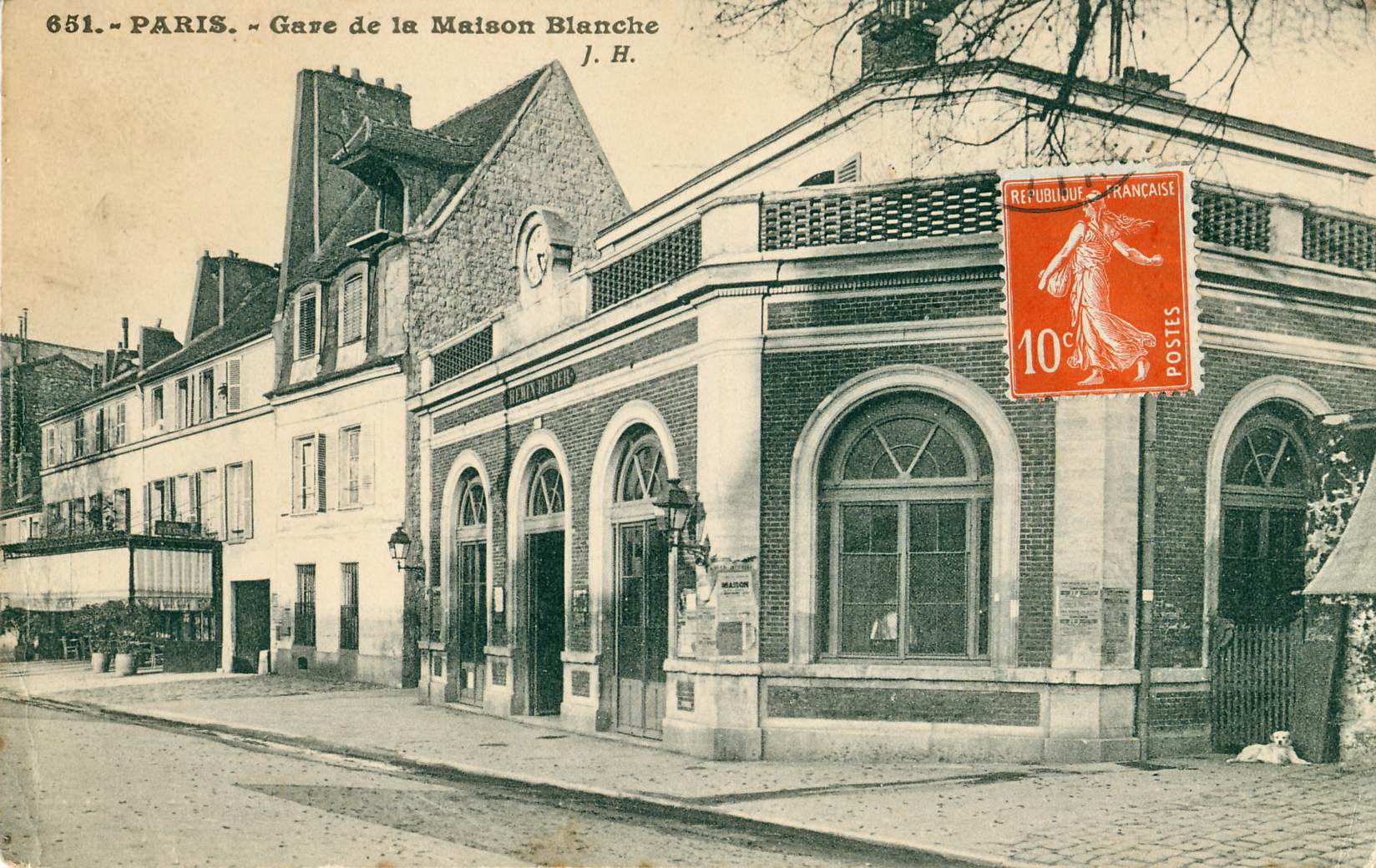
Gare de la Maison-Blanche.
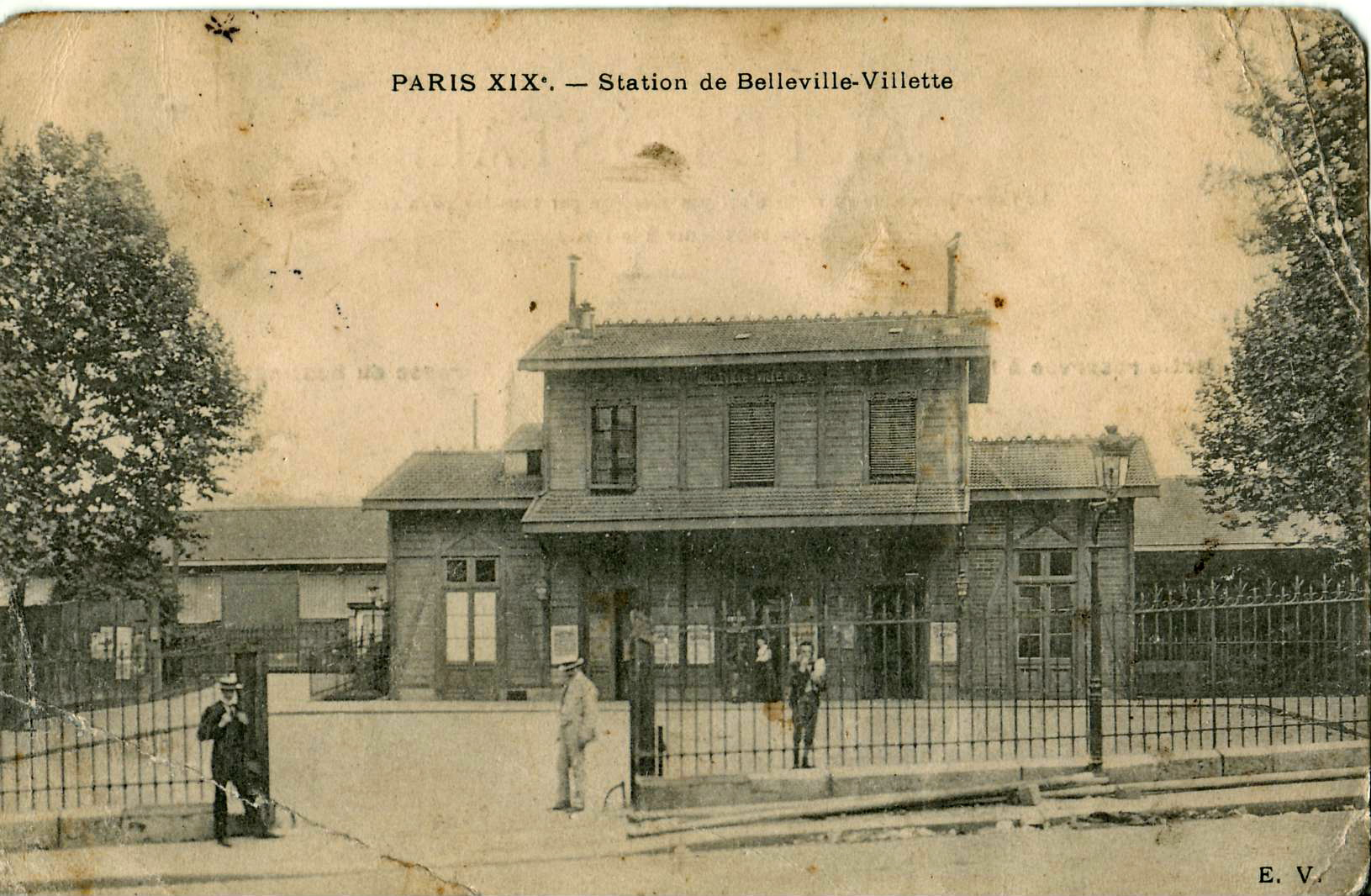
Gare de Belleville-Villette.
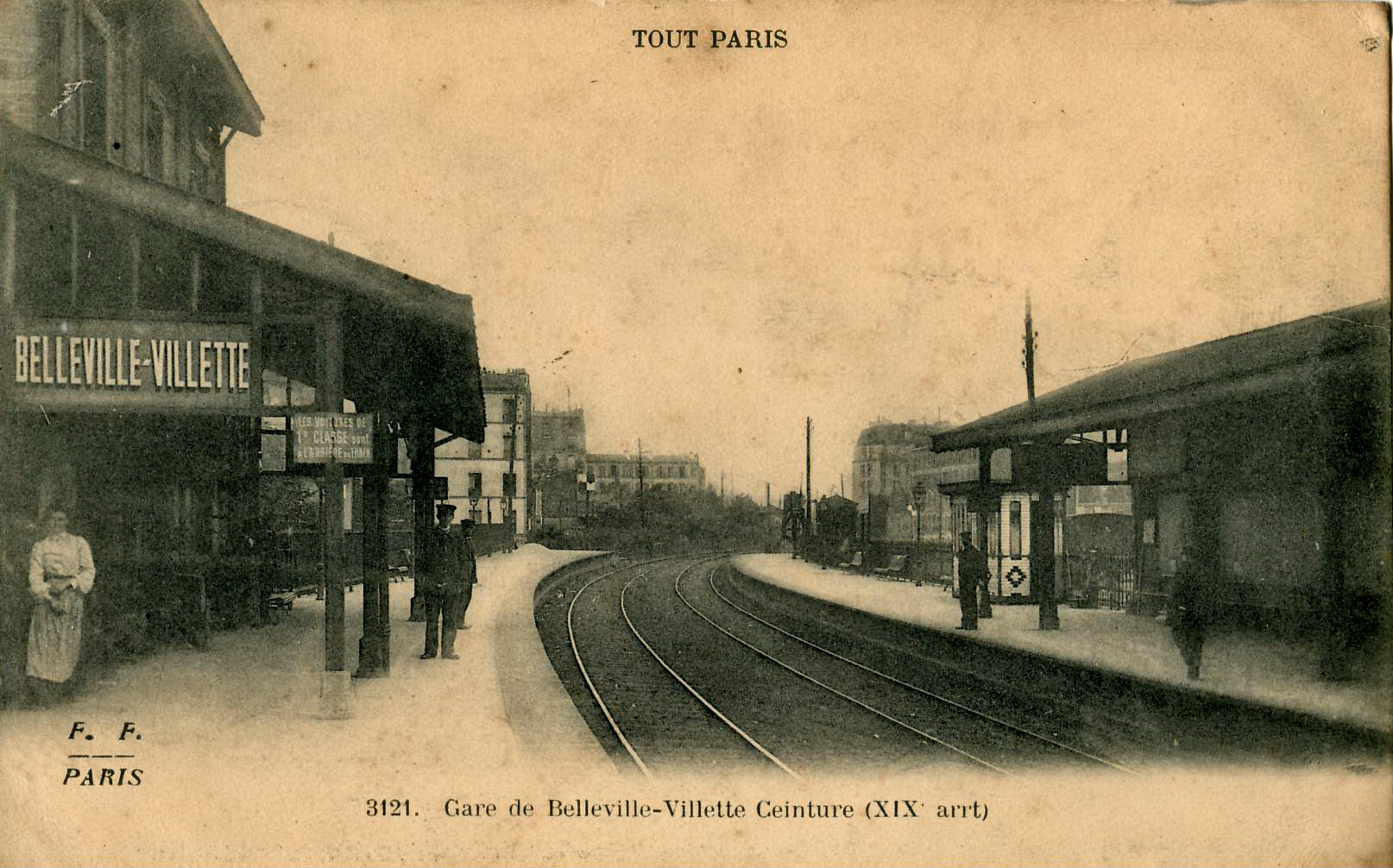
Gare de Belleville-Villette.

Outre les 30 bâtiments voyageurs dont 12 ont aujourd'hui disparu, la ligne comportait aussi :
- cinq gares de marchandises, qui assuraient un trafic local :
  - Charonne-Marchandises, ouverte le 15 septembre 1855[26], objet de travaux de transformation inaugurés le 20 juin 1870[27] et détruite en 1981[28] ;
  - Paris-Gobelins, ouverte le 15 mai 1903[29], réaménagée de 1970 à 1977[30] et aujourd’hui désaffectée, recouverte par la dalle des Olympiades ;
  - La Glacière-Gentilly, ouverte le 15 novembre 1882[31], fermée en 1991[28] pour être affectée aux essais de Meteor puis détruite dans le cadre des travaux de la ZAC Gare de Rungis ;
  - Grenelle-Marchandises, ouverte le 1er février 1879[32], désaffectée en 1976[28] puis remplacée par le siège de France Télévisions et l’hôpital européen Georges-Pompidou ;
  - Belleville-Villette, fonctionnant parallèlement à l'accueil des voyageurs et qui comprenait une bifurcation en triangle vers Paris-Abattoirs et Paris-Bestiaux[33], ouverte le 15 juillet 1856[26], objet de travaux de transformation inaugurés le 27 juillet 1868[27] et détruite en 1988[28] ;
- deux gares de triage, qui fonctionnaient parallèlement à l'accueil des voyageurs :
  - Est-Ceinture,
  - La Rapée-Bercy[34] ;
- trois gares affectées au bétail :
  - Paris-Bestiaux, ouverte le 18 octobre 1867[33],[35] et fermée le 31 décembre 1977[28], et Paris-Abattoirs, ouverte le 20 octobre 1871 et fermée le 15 mars 1974 ;
  - Paris-Brancion, ouverte en 1903 pour desservir les abattoirs de Vaugirard[29], fermée par étapes entre 1976 et 1979[28].

La liste ci-dessous détaille l'ensemble des gares.

### Ponts
En 1999, 61 ponts sont recensés : 36 de type « rail » (où la ligne ferroviaire passe au-dessus de la voirie) et 25 de type « route » (où la voirie passe au-dessus de la ligne ferroviaire). Mais en 2020, on en dénombre environ 80.

## Situation ferroviaire

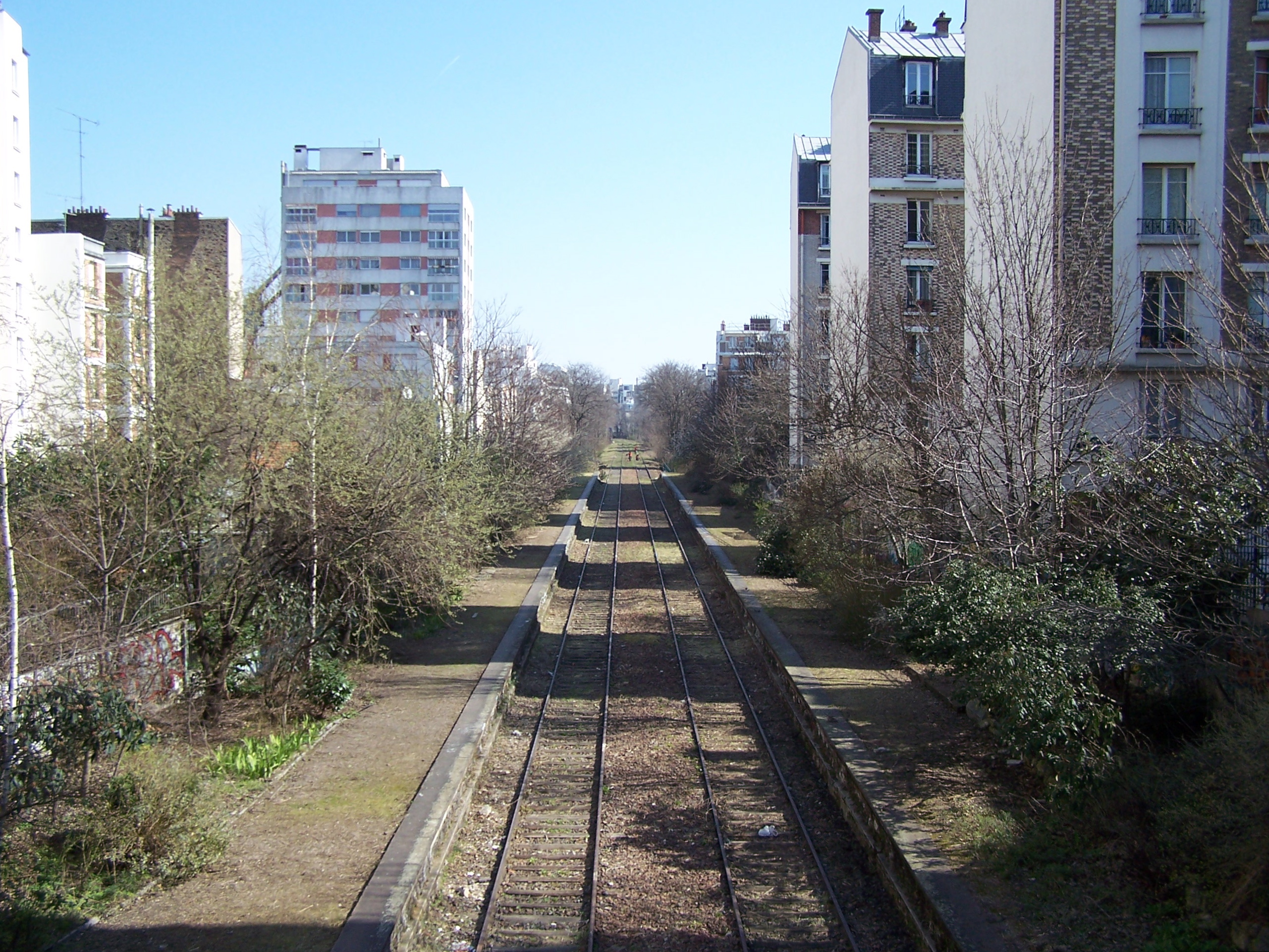
Sur la passerelle de la rue des Meuniers.

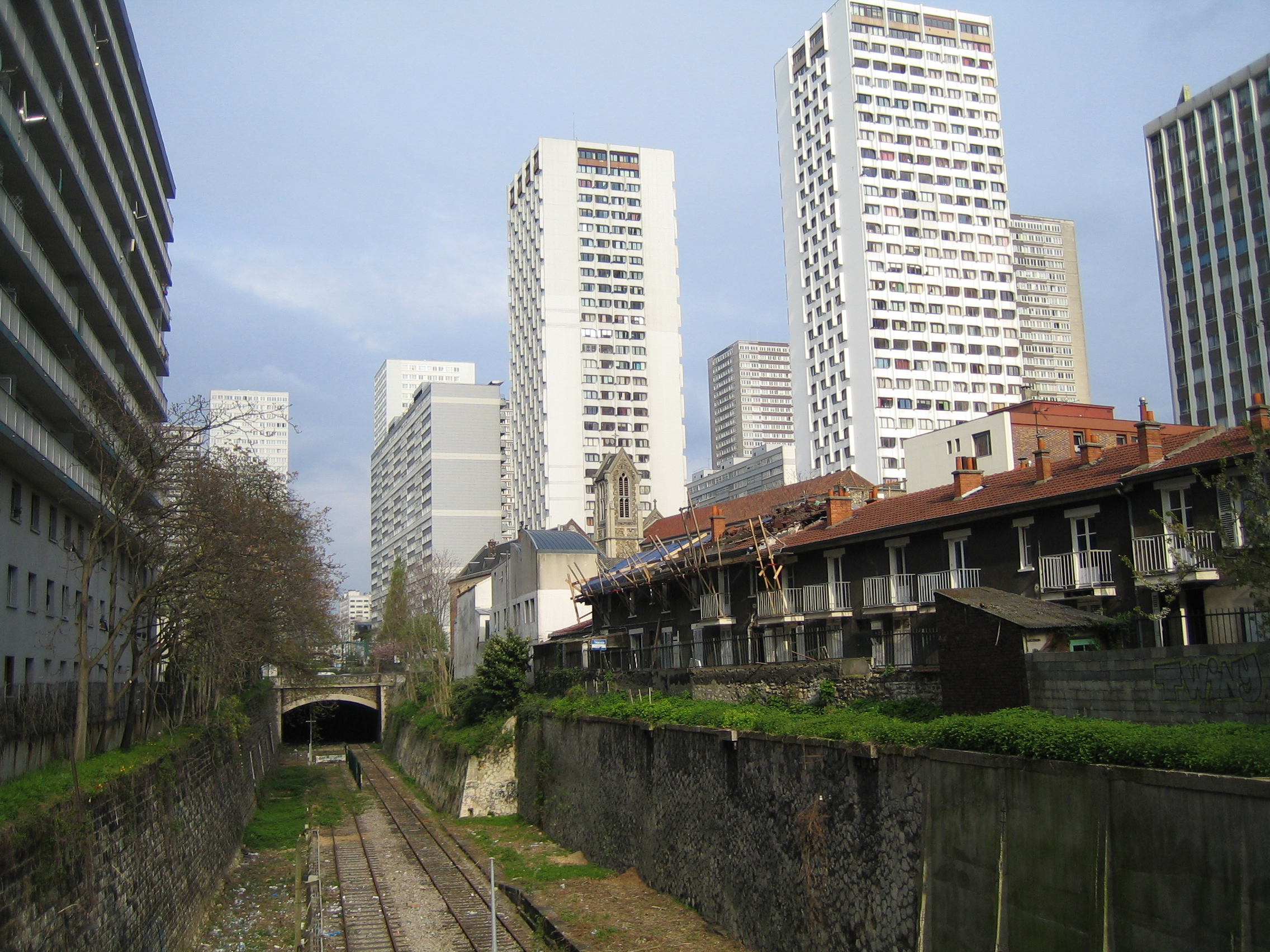
Gare La Maison-Blanche.

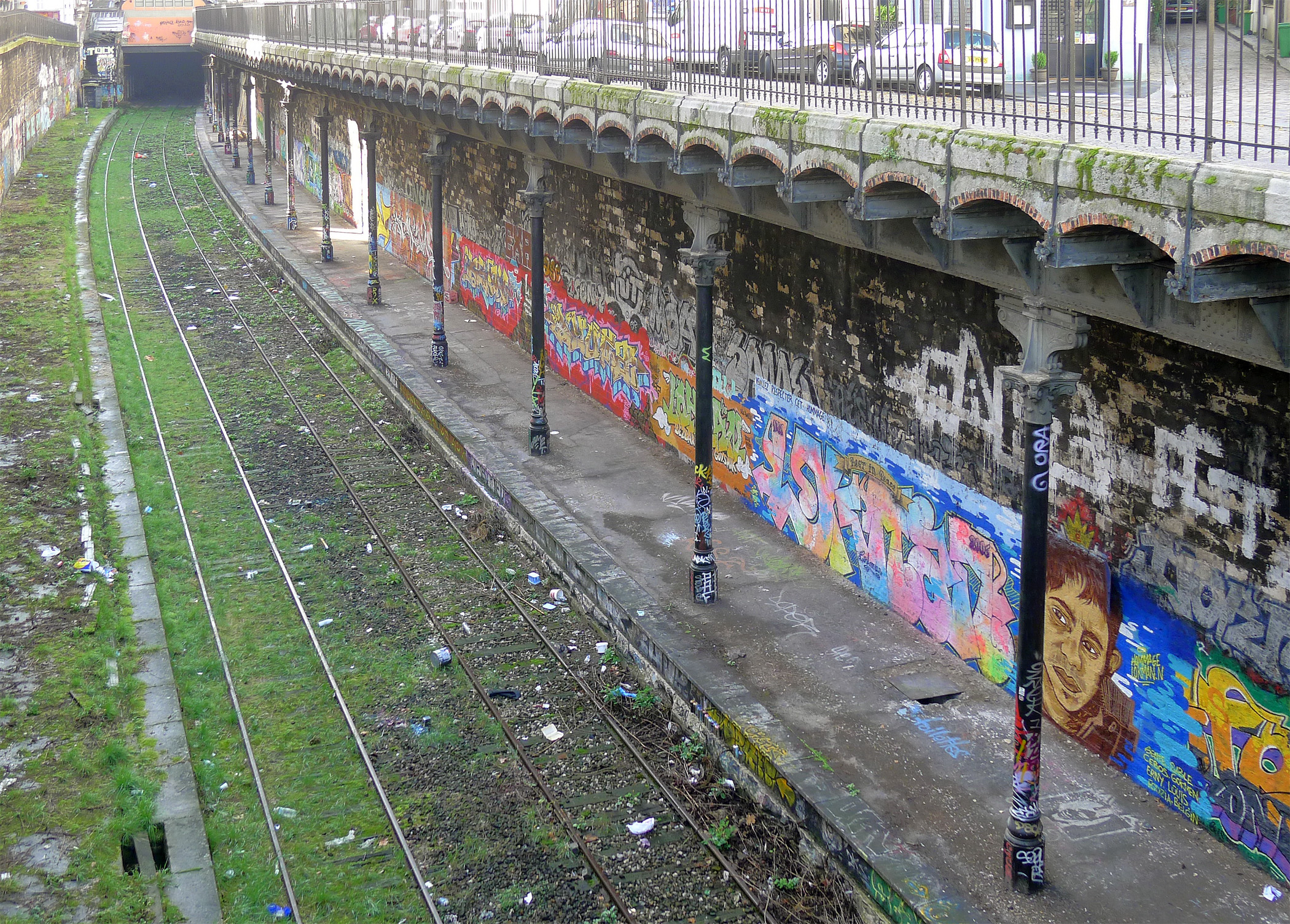
Gare Avenue de Saint-Ouen.

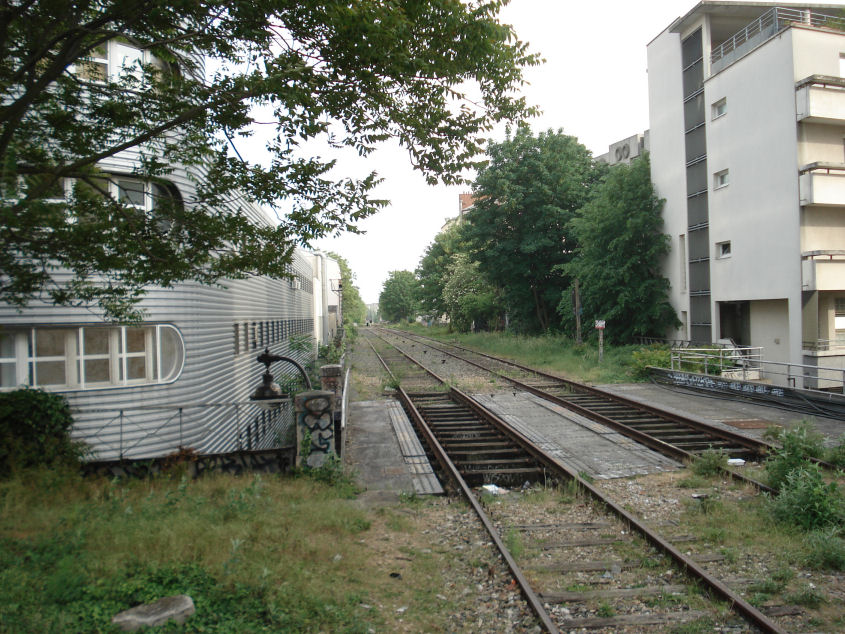
Rue Vitruve.

La ligne comprend 23 kilomètres de voies ferrées entre les voies du faisceau de la gare Saint Lazare au nord (près de la gare de la Porte de Clichy) et la ligne des Invalides (près de la gare du Pont du Garigliano) au sud, en passant par l'est de Paris.
Totalement déferrée, la partie Ouest (ligne d'Auteuil) a fait l'objet d'une convention d'utilisation entre le propriétaire, Réseau ferré de France (RFF) et la Ville de Paris dans le but d’occuper temporairement le terrain puis de l’acquérir afin d’en conserver les qualités paysagères et naturelles pour l’ouvrir au public.
La Ville a signé au cours de l’été 2007 le protocole d’acquisition du terrain avec Réseau Ferré de France. Elle a ensuite autorisé une association à intervenir dans le cadre d'un marché d’insertion afin de créer une équipe de sept salariés ayant pour premières missions de remettre à niveau l’espace (nettoyage, taille de la végétation, etc.) et de réaliser certains aménagements nécessaires à l’accueil du public puis la prise en charge de l’entretien dans le cadre d’un plan de gestion.
Le site, inauguré le 21 décembre 2007, est devenu une promenade ouverte au public sous forme d'un « sentier nature », la Petite Ceinture du 16e, constitué d'une bande de terre de 10 mètres de large sur 1,3 kilomètre le long du boulevard de Montmorency, depuis un point proche de l'ancienne gare d'Auteuil-Boulogne jusqu'à proximité de l’ancienne gare de Passy-la-Muette,.
Le raccordement du boulevard Victor, également connu sous le nom de « point X », a été coupé pendant quelques mois pour une remise à niveau technique et a été rouvert début 2007 pour donner accès à la base arrière de travaux liés à l'extension de la ligne de tramway T2 vers Porte de Versailles (empruntant un itinéraire le long du boulevard périphérique).
La voie intérieure est également coupée sur quelques mètres sous le carrefour de la rue Manin avec la rue de Crimée, pour laisser place à l'installation d'un pilier de soutènement de la voirie.
Plusieurs tronçons de la Petite Ceinture sont entretenus par quatre « structures d'insertion par l'activité économique » (les associations Espaces, Études et chantiers, Interface et Halage) exerçant quotidiennement un travail de nettoyage, d'entretien et une gestion écologique des sites en faveur de la biodiversité.
Certains ouvrages d'art de la Petite Ceinture sont entretenus ou améliorés : en 2006, le pont sur l'avenue de Flandre a été élargi. L'exploitant (SNCF) a réalisé en 2007 une étude portant sur les parties est et nord, visant à déterminer l'état des infrastructures afin d'établir des estimations chiffrées de remise en état partiel.
Bien que certaines sections soient polluées par des déchets sauvages, la Petite Ceinture est aujourd'hui considérée comme une réserve de biodiversité.
La difficulté d'accès à la plateforme a naturellement protégé cet espace où l'on peut observer de nombreuses variétés de plantes et d'arbres, et même plus de 1500 chauve-souris de l'espèce pipistrelle dans un tunnel près de la porte de Vanves (concentration considérée comme la plus grande colonie d'Île-de-France).
Sur le site de l'ancienne gare de la rue Claude-Decaen, M. Jean-Jacques Varin a obtenu un bail d'utilisation pour exercer une activité de paysagiste.
Dans le 13e arrondissement, entre l'avenue d'Italie et la rue Regnault, la voie ferrée a été déposée fin 2017 puis recouverte d'asphalte. Menés par Colas Rail pour la RATP, ces aménagements préludent au prolongement de la ligne 14 du métro de Paris, par la création d'une base de travaux. Par ailleurs, soucieuse de respecter l'accord-cadre garantissant l'éventuel retour à une exploitation ferroviaire de la Petite Ceinture, la RATP s'engage, « une fois les travaux terminés, à restituer le patrimoine naturel et ferroviaire de la zone exploitée ».

## Accès aux piétons
L'accès des piétons à la Petite Ceinture est strictement interdit (Art. 5 du décret du 22 mars 1942, modifié par le décret 69-601 du 10 juin 1969 - J.O. du 23 août 1942) et la plupart des accès sont grillagés ou murés, ce qui ne l'empêche pas d'être aujourd'hui le terrain de jeu des explorateurs urbains et des tagueurs. À l'état de friche sur l'essentiel de son tracé, elle est l'un des accès clandestins les plus fréquentés aux carrières souterraines de Paris. Depuis 2015, un campement de Roms s'est également développé sur son emprise, le long de la rue Belliard ; cette installation a été évacuée le 28 novembre 2017, pour la quatrième fois depuis 2015.
Toutefois, plusieurs sections sont ouvertes peu à peu au public :
- la Petite Ceinture du 16e, entre les gares d'Auteuil et de La Muette[37],[49], depuis décembre 2007 avec prolongement en août 2019[50] ;
- la Petite Ceinture du 15e, entre la place Balard et la rue Olivier-de-Serres[51],[52],[53], depuis août-septembre 2013 ;
- la Petite Ceinture du 13e, entre les jardins Charles-Trenet et du Moulin-de-la-Pointe - Paul Quilès[54],[55],[56], depuis janvier 2016 ;
- la Petite Ceinture du 20e arrondissement, entre les rues des Couronnes et de Ménilmontant[57],[58], depuis novembre 2018 ;
- la Petite Ceinture du 17e entre la rue de Saussure et le raccordement avec les voies de la gare de Pereire-Levallois depuis juillet 2019 ;
- la Petite Ceinture du 14e, entre la rue Didot et l'avenue du Général-Leclerc[59], depuis juillet 2019 ;
- la Petite Ceinture du 12e, entre les rues Rottembourg et de Montempoivre[60],[61], depuis août 2019 ;
- la Petite Ceinture du 19e :
  - entre les rues de Thionville et de l'Ourcq[62],[63], depuis mars 2020,
  - entre l'avenue de Flandre et la rue Curial, depuis juillet 2020.
- le bois de Charonne, entre le cours de Vincennes et la rue du Volga et reliée au jardin de la Gare-de-Charonne, à partir de juillet 2024. Il s'agit d'une promenade de 600 mètres de long aménagée sur la voie ferrée et une grande surlargeur[64] (plus de 20 m de large sur 400 m de long). Ce parc de 3,5 hectares dédié à la promenade répond à de nombreux enjeux écologiques et intègre un vaste bosquet, des clairières et de grandes prairies où du mobilier est disposé à l'attention du public[65],[66].

Des promenades plantées — la Coulée verte René-Dumont et la Promenade Pereire,, — et des jardins partagés sont également accessibles sur certains tronçons des 12e, 13e, 14e, 17e et 18e arrondissements (voir plus bas).

## Avenir

### Reconquête temporaire de la Petite Ceinture, projet de la Ville de Paris
Les 13 et 14 avril 2015 a été approuvé au cours de la séance du Conseil municipal de Paris le projet de « protocole-cadre entre la Ville de Paris et le groupe SNCF concernant le devenir de la Petite Ceinture ferroviaire à Paris ».
La Ville de Paris et la SNCF y confirment leur volonté que soit préservée la continuité de la Petite Ceinture et la réversibilité des aménagements qui pourraient y être réalisés, afin de ne pas compromettre d’éventuels futurs projets de transport. Rompant avec la tradition de location des lieux, la SNCF mettra gratuitement à disposition certains tronçons de la voie, tandis que la Ville de Paris s'engage en contrepartie à prendre en charge l'entretien et l'aménagement des espaces ouverts au public.
Dans le cadre de la reconquête de la Petite Ceinture, ce projet de protocole va permettre d'élaborer d'ici fin 2015 un « plan-programme » pluriannuel qui, selon un communiqué de la Ville, « permettra d’engager la reconquête de la Petite ceinture en envisageant l’ouverture du plus grand nombre de tronçons possible pour la promenade et accueillir de nouveaux usages réversibles tout en valorisant la biodiversité ». Cette concertation sera mise au point « avec les Parisiens, les instances participatives et le tissu associatif local. Elle devra s’appuyer sur les réflexions et concertations menées par les mairies d’arrondissement avec les habitants, conseils de quartier et associations ».
Des aménagements légers et réversibles seront créés afin de permettre des espaces verts et de promenade ainsi que des activités culturelles et sportives. Il sera également possible d'y implanter des buvettes et des restaurants, « voire des cinémas ou des boîtes de nuit, en respectant les riverains », a annoncé Anne Hidalgo, la maire de Paris.
Interrogée par le groupe PCF regrettant que la Petite Ceinture ne soit pas utilisée pour le transport de voyageurs ou de marchandises alors que la Ville entend lutter contre la pollution de l'air, Mme Hidalgo a estimé devoir rappeler qu'il avait déjà été décidé depuis longtemps d'installer une ligne de tramways sur les boulevards des Maréchaux plutôt que de remettre en activité la ligne de Petite Ceinture : « Force est de constater que la Petite Ceinture passe souvent au pied des habitations et que je ne veux pas imposer aux riverains (…) un endroit où il y aurait une activité ferroviaire intense ». Cependant, restent maîtres des décisions finales la SNCF (propriétaire de la ligne) et la région Île-de-France (responsable des transports et de leur financement).
L'UMP, quant à elle, a regretté que la friche ferroviaire de la Petite Ceinture n'ait pas été mise à profit pour créer dans Paris une piste cyclable continue.

### Projets «verts»

#### Promenade plantée
Cette promenade est basée sur le modèle de la coulée verte René-Dumont reprenant le tracé de l'ancienne ligne de la Bastille. Le dossier a fait l'objet de discussions entre RFF (propriétaire des emprises) et la Ville de Paris. Le protocole d'accord qui en découle a été accepté par le Conseil de Paris au printemps 2006 mais n'a jamais été implanté bien qu'il soit également inscrit dans le Plan de déplacement de Paris adopté en février 2006.
Les opposants au projet rappellent que le site de la ligne, souvent en viaduc ou en tranchée, est d'un accès difficile. Par ailleurs, plusieurs tunnels, longs parfois de plus d'un kilomètre comme celui du parc des Buttes-Chaumont (1 200 m), rendent ces parties de l’ouvrage peu attractives.
Toutefois, sur la Petite Ceinture du 15e, un premier tronçon long de 1300 mètres, aux aménagements légers et réversibles à la demande de RFF, est ouvert en 2013 entre la place Balard et la rue Olivier-de-Serres. Les travaux ont un coût estimé à quatre millions d’euros,,.
Un nouvel espace de 13 600 m2, accessible par la rue de l'Interne-Loeb, est ouvert au public en janvier 2016 dans le secteur de l'ancienne gare de la place de Rungis.
Les élus Verts militent pour transformer la Petite Ceinture en espace vert (gain immédiat de 10 % d'espaces verts intra-muros) pour renforcer son rôle de régulation thermique et de trame verte.

#### Piste cyclable
Une association soutient l'idée de transformer la ligne en piste cyclable autour de Paris. Cette piste en site propre présenterait l'avantage d'être sécurisée par rapport aux voitures et ne dérangerait pas les piétons ; par ailleurs, les faibles déclivités sont idéales pour circuler dans Paris. Des ascenseurs à vélos pourraient être installés dans les zones trop profondes pour y construire des rampes d'accès. Les anciennes gares seraient reconverties en stations Vélib'.

### Projets ferroviaires
En 2015, il n'existe pas de projets réutilisant l'infrastructure ferroviaire de la ligne bien que plusieurs propositions soient présentées, notamment par le PCF et des associations, et que plusieurs études aient été réalisées.

#### Ligne de métro, de tramway, de tram-train ou de transport de marchandises

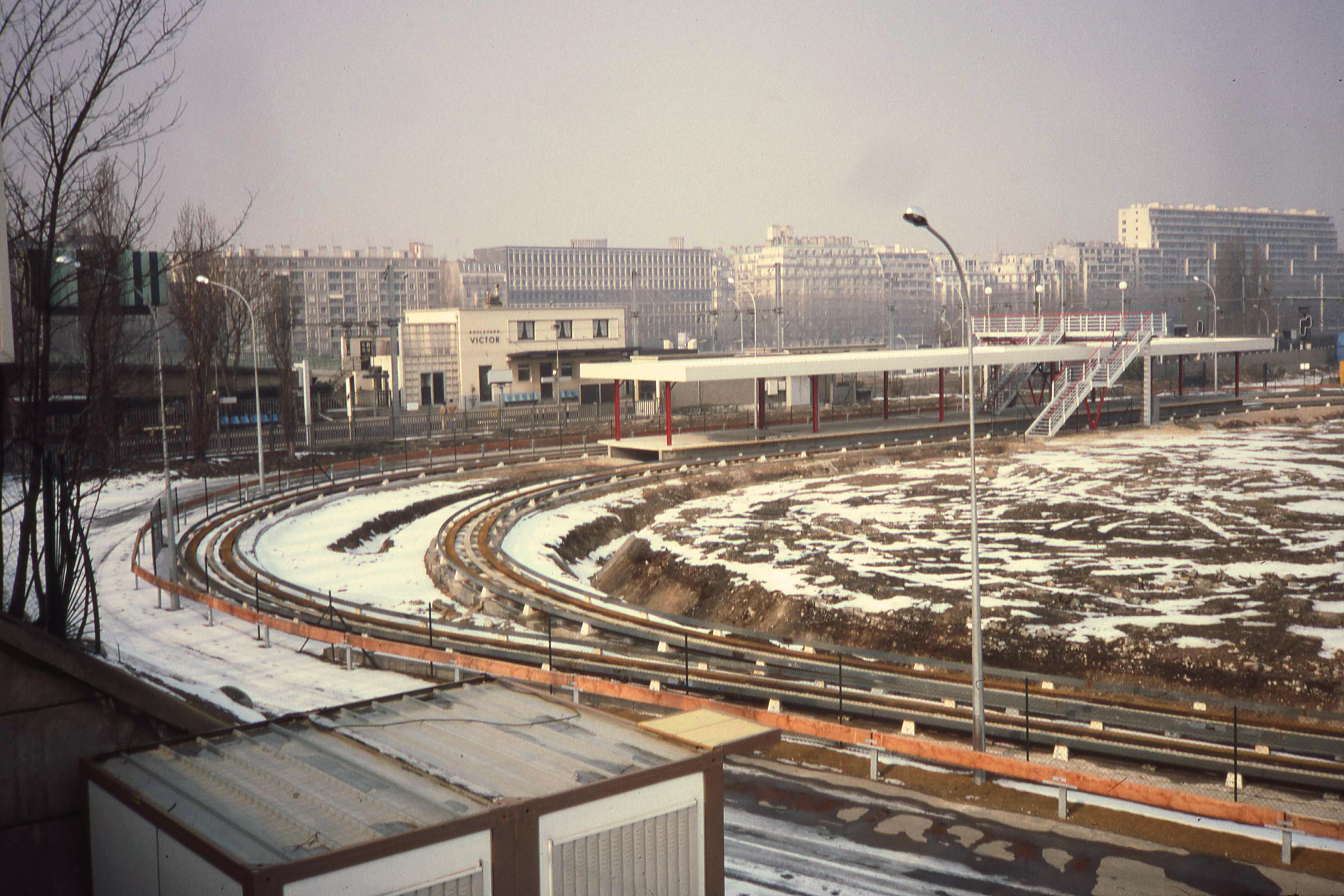
Base expérimentale du projet Aramis, gare de Grenelle-marchandises (1986).

Dans les années 1970 et 1980 sont proposés le projet Aramis (agencement en rames automatisées de modules indépendants en stations), d'abord un taxi robot, puis un mini-métro automatique. Pour desservir une exposition internationale en 1989 (projet rapidement abandonné), puis pour une possible candidature de Paris aux Jeux olympiques d'été de 2000, le système Aramis est retenu et un réseau empruntant en partie la ligne de Ceinture sud de Paris est projeté. Une piste d'essai est construite à la gare de Grenelle-marchandises. Cependant, les essais révèlent des inconvénients et le projet est abandonné. Les installations sont alors démontées.
Lors des études portant sur le prolongement du tramway T2 à la Porte de Versailles (correspondance à la station Porte de Versailles), il a été envisagé de réutiliser la ligne de Petite Ceinture jusqu'à la rue de Vaugirard et éventuellement jusqu'à la porte d'Ivry. Cependant, un autre itinéraire n'empruntant pas la ligne a été choisi, notamment dû aux riverains qui s'opposaient au prolongement via la Petite Ceinture, craignant des nuisances sonores. La commission d'enquête relative au prolongement de la ligne T2 via la voirie a émis un avis défavorable unanime, affirmant que le choix de la Petite Ceinture était meilleur : « Aussi la commission est unanime à penser que l'intérêt général du projet doit l'emporter sur les intérêts particuliers de quelques riverains, qui ont acheté le long de la PCF en connaissance de cause, la Petite Ceinture n'étant en aucun cas déclassée. » Cependant, les acteurs du projet ont décidé de ne pas tenir compte de cet avis en utilisant l'article L126-1 du Code de l'environnement. Cet article permet d'engager les travaux après que l'ensemble des autorités de l'État, des organes délibérant de la collectivité territoriale ou des établissements publics responsables du projet s'est prononcé sur l'intérêt général de l'opération projetée.
De même, la ligne de tramway T3a, devant reprendre le service de ceinture (assuré alors par les lignes de bus PC, héritant lui-même de celui assuré par les trains), fait l'objet d'études projetant la réutilisation de la Petite Ceinture. Là encore, il a été choisi de ne pas le faire et d'implanter plutôt la ligne de tramway en site propre sur les boulevards des Maréchaux, pour les raisons suivantes selon le maître d'ouvrage : « Les études relatives à la réouverture de la Petite Ceinture menées en 2000 et 2001 ont révélé les inconvénients de son utilisation. Un tracé plus excentré, en bordure du périphérique, n’offrirait quant à lui pas autant d’avantages en termes de desserte et d’aménagement urbain. » « Par rapport aux Maréchaux, la Petite Ceinture Ferroviaire répond à une logique de transport différente et présente des inconvénients : » « - une moindre accessibilité : sur la Petite Ceinture Ferroviaire, le tramway (situé soit en viaduc, soit en souterrain) serait moins accessible que sur les Maréchaux où il se situe au niveau de la voirie ; les correspondances avec les autres transports collectifs (lignes de métro et de bus dont les stations sont sur les boulevards des Maréchaux) seraient plus complexes du fait des dénivellations ; » « - des correspondances moins bien assurées avec les autres transports collectifs aux portes de Paris (métro, bus de banlieue et Mobilien de banlieue) ; » « - une moindre proximité avec les communes limitrophes : la Petite Ceinture est plus à l’intérieur de Paris que les Maréchaux, ce qui limiterait le nombre des correspondances avec les bus de banlieue ; » « - une logique de transport interurbain : sur le site de la Petite Ceinture le tramway s’apparenterait davantage au RER A qu’à la ligne no 1 du métro, alors que sur les Maréchaux il répond à une logique de transport interquartiers. » Le tramway T3b, prolongement au nord du T3a, utilise lui aussi les Maréchaux mais s'en écarte dans le nord-est de Paris pour desservir les Grands Moulins de Pantin, assurer une correspondance à la station Porte de la Villette avec le métro et une autre avec le RER à la gare Rosa-Parks, alors en projet.
De fait, à la suite de la mise en service de ces lignes de tramway, la desserte fine du secteur est assurée, rendant moins intéressant tout projet de remise en service de la ligne de Petite Ceinture. Seul le tracé entre la gare Rosa-Parks et la station Porte de Vincennes s'écarte suffisamment des Maréchaux (1 400 mètres au niveau de la gare de Ménilmontant) pour justifier un service de transport en commun. Cependant, l'Association pour la sauvegarde de la Petite Ceinture et de son réseau ferré (SPCRF) affirme que ces lignes de tramway seront saturées et que la remise en service de la ligne de Petite Ceinture permettrait, en offrant des itinéraires équivalents ou plus rapides, de désengorger les lignes de métro 1, 2, 3, 6, 13 et 14, la ligne C du RER et les lignes de tramway T3a et T3b. Le T2, quant à lui, serait revalorisé par son prolongement sur la Petite Ceinture ou, dans une situation moins favorable, par sa correspondance avec cette dernière.
L'Atelier parisien d'urbanisme envisage, dans une étude publiée en août 2011, la réutilisation du segment Est de la ligne de Petite Ceinture par le tramway T8 entre Rosa-Parks et Porte de Vincennes. Trois nouvelles stations pourraient être ajoutées sur cette section : une en correspondance avec la ligne 11 à la station Pyrénées, une autre en correspondance avec les lignes 3 et 3 bis à la station Gambetta, reprenant la proposition de 1896 de gares souterraines, déjà étudiée en 1997 par la SNCF, et enfin une troisième, en correspondance avec la ligne 7 bis à la station Botzaris.
La proposition d'une reprise de la Petite Ceinture par le tramway T8 fut notée par IDFM dans le bilan officiel du prolongement de cette ligne jusqu'à Rosa Parks le 6 février 2020.
Cependant, un service de desserte rapide, en correspondance avec les réseaux RER et Transilien, complémentaire des tramways T3a et T3b est envisageable, permettant notamment de dé-saturer le T3a et soulager éventuellement les lignes de bus 62, 64 et 26. Le COPEF a également proposé un projet de tramway express sur la Petite Ceinture en 2006, projet de nos jours soutenu par l'ASPCRF.
Le transport de marchandises reste également envisageable. Ainsi, le groupe communiste milite pour le maintien de rails sur la Petite Ceinture pour le transport de marchandises au plus proche de la destination finale par un mode peu polluant. Une utilisation de la ligne à cette fin permettrait d'y reporter une partie du trafic routier. La gare de Paris-Gobelins, qui n'est reliée qu'à la Petite Ceinture et dont l'activité logistique reste très importante (trafic routier dû à la présence de grossistes et semi-grossistes pour le commerce asiatique), pourrait alors retrouver sa fonction ferroviaire.

#### Réutilisations de tronçons à des fins d'interconnexion entre réseaux
Dans le cadre des travaux de Paris Rive Gauche, le raccordement des voies de la Petite Ceinture vers la gare d'Austerlitz a été reconstruit à travers les nouveaux immeubles afin de pouvoir échanger du matériel avec la gare de Lyon. Un deuxième raccordement passant sous le boulevard du Général-d'Armée-Jean-Simon a également été reconstruit.

#### Ligne touristique de vélorails
En application d'un protocole entre la Ville de Paris et Réseau ferré de France signé en juin 2006, il a été à l'époque envisagé d'utiliser la plate-forme, en complément de la promenade plantée, pour des activités ludiques de vélorail. Ce projet a été complètement abandonné, puis relancé dans les années 2020, quand la mairie a décidé rachat à la SNCF d'une friche le long d'une voie ferroviaire désaffectée, de l'ex-ligne de Petite Ceinture, pour y créer une « forêt urbaine », couplée à un parcours de vélorail et des services dans des wagons restaurants.

### Activités citoyennes

#### Jardins partagés
Les quais de la gare d’Ornano, aujourd'hui en pleine terre, sont utilisés depuis de longues années pour y faire pousser des fruits, des légumes et des fleurs. Ce sont des habitants du 18e arrondissement qui, dès 1998, ont proposé la création de ces jardins afin de sensibiliser à l’environnement et au civisme les enfants des écoles voisines par le biais du jardinage.
Dénommés Les Jardins du Ruisseau – du nom de la rue qui enjambe la voie ferrée – ces jardins partagés situés Porte de Clignancourt, non loin du marché aux Puces de Saint-Ouen, sont devenus un havre de paix pour les amoureux de la nature en ville et une promenade prisée des randonneurs depuis que la Mairie de Paris en fait régulièrement la promotion. Les manifestations comme la Fête des abeilles et du miel ou le festival Clignancourt danse sur les rails (6 000 visiteurs en 2015) attestent d'un riche calendrier alternant événements, portes ouvertes et animations diverses, tandis que de l'autre côté des rails se déploie une activité parallèle : la Recyclerie.
D'autres jardins partagés existent également sur l'ancienne ligne ferroviaire, tel celui de la rue de Coulmiers dans le 14e arrondissement et ceux de la Petite Ceinture du 12e arrondissement, où un secteur long de 300 mètres situé dans le prolongement du square Charles-Péguy (entrée 21 rue Rottembourg) accueille un jardin partagé et un sentier nature permettant d'étudier les biotopes existants. De plus, le jardin partagé Claude Decaen, situé au croisement de la Petite Ceinture du 12e et de la rue Claude-Decaen, au numéro 7, abrite également 500 m2 d'espaces verts destinés à la promenade et animés directement par les habitants du quartier,.
Dans le nouveau quartier de la gare de Rungis (13e), un nouveau tronçon de 500 m de long et d'un hectare de superficie est également accessible et vient désormais compléter les jardins des 12e, 14e et  18e arrondissements. Des activités sportives et des animations pour enfants y sont également organisées.

#### La REcyclerie
Face aux Jardins du Ruisseau cités plus haut, et dans l'ancienne gare du boulevard Ornano, se déploie une initiative parallèle : la REcyclerie, lieu de vie destiné à promouvoir le recyclage, valoriser les initiatives collaboratives et sensibiliser les « consomm'acteurs ». Le lieu comprend également un bar et un restaurant et développe une programmation axée sur les concepts éco-citoyens.

### Activités culturelles
De nombreuses initiatives artistiques ont déjà investi la ligne de Petite Ceinture. La Flèche d'or, une salle de concerts à la programmation éclectique, s'était déjà installée dans les bâtiments de l'ancienne gare de Charonne dans les années 1990 et c'est ce modèle d'aventure culturelle qui a inspiré la réhabilitation de deux gares laissées à l'abandon dans le 18e arrondissement : la gare d'Ornano, en 2013, avec le projet de la Recyclerie et la Gare de l'avenue de Saint-Ouen, en 2015, grâce au projet du Hasard Ludique qui promet « un lieu iconoclaste dédié aux musiques actuelles et aux arts créatifs ».
Cette coopérative, qui a ouvert les lieux à l'automne 2015, s'est déjà fait connaître en organisant en septembre 2014, dans les murs encore dénudés de la gare, l'exposition « Égarez-vous » qui retraçait l'histoire de cette dernière dans le cadre des Journées européennes du patrimoine ! et en programmant avec les Jardins du Ruisseau et la Recyclerie le festival « Clignancourt danse sur les rails ».

#### Performances et art contemporain

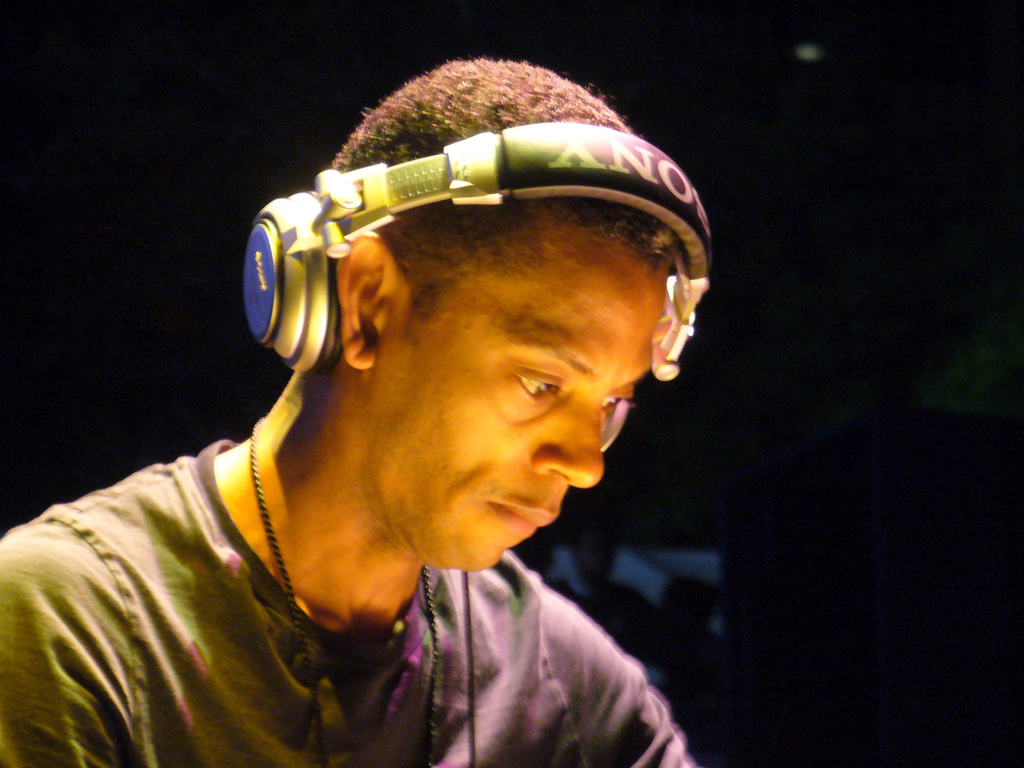
Jeff Mills, DJ techno.

Dans son édition de 2014, la Nuit blanche de Paris – intitulée « L'itinéraire de Grande Randonnée Artistique (G.R.A.), » – a également programmé des animations le long de l’artère verte qui relie le parc Georges-Brassens au parc André-Citroën dans un parcours dénommé « Je perf', ils perfs'... Nous dansons » où des artistes défièrent les règles de la pesanteur avec des performances et des installations hors norme au fil d'un parcours consacré à des expériences proches du cirque et de la danse.
Chloé Moglia, artiste familière du cirque et des arts martiaux, s'est suspendue à une barre fixe à plusieurs mètres du sol au-dessus de la Petite Ceinture, évoluant pendant une bonne partie de la nuit dans un face-à-face avec le vide, à la seule force des bras. Plus loin, Jörg Müller invitait cinq artistes dans un énorme tube à essai de trois mètres de haut et rempli d'eau pour une chorégraphie aquatique explorant l’apnée et les principes du corps flottant. Plus tard pour conclure la soirée, Jeff Mills, un célèbre DJ américain de musique techno, concevait un grand bal populaire où il revisitait durant quatre heures, toute l'histoire de la danse à deux depuis le Moyen-Âge en jonglant d'une époque à l'autre au cours d'une performance sonore et visuelle destinée à expérimenter des mouvements et des rythmes dans une expérience collective.

#### Tournage de films
En août 2016, une scène du film Le Petit Spirou a été tournée sur la Petite Ceinture du 15e. Le réalisateur, Nicolas Bary, cherchait « un lieu avec des rails, de la verdure mais où on sent quand même la présence de la ville » ; la logistique liée au tournage explique également ce choix.

## Galerie de photographies

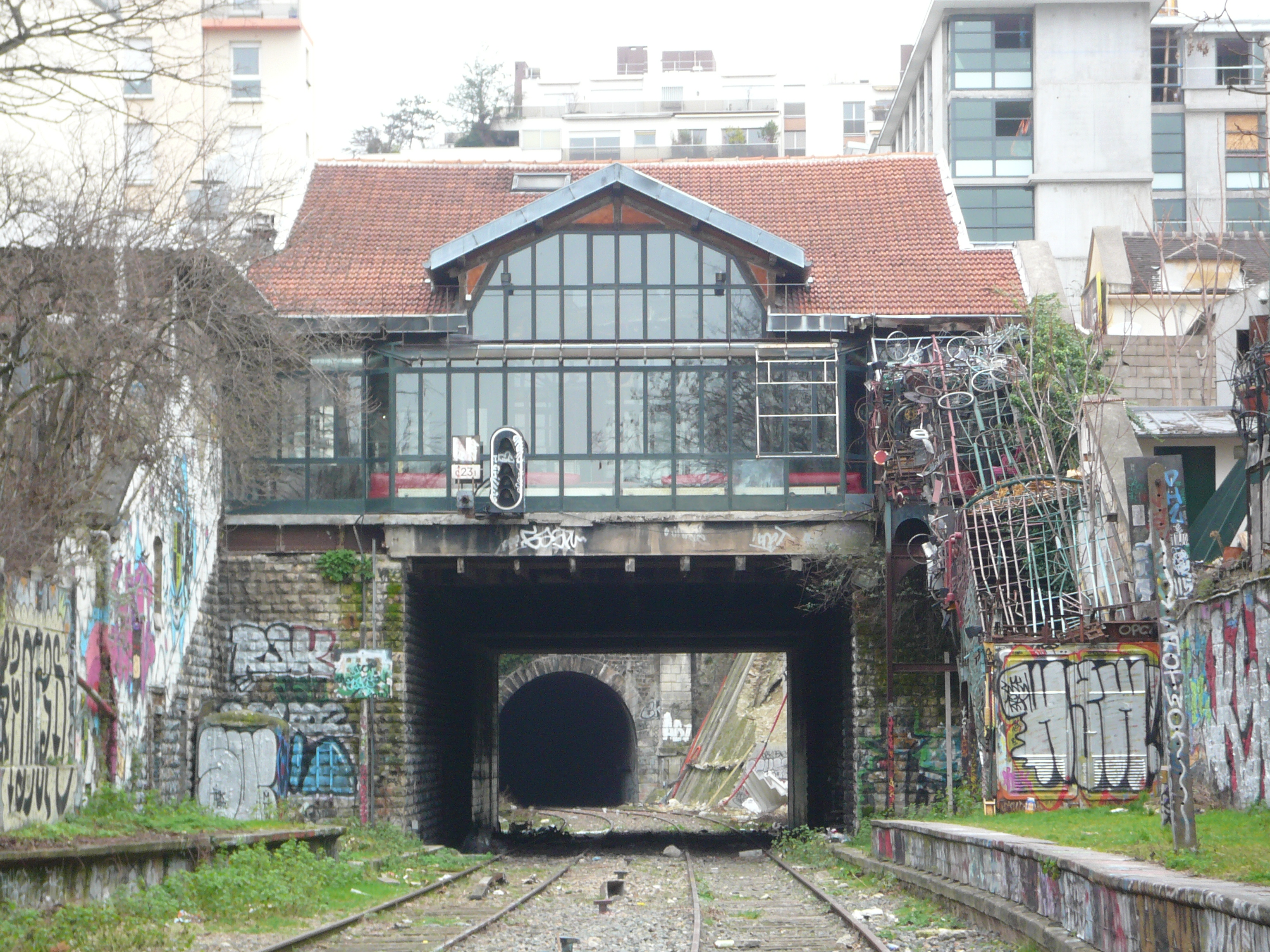
Gare de Charonne.
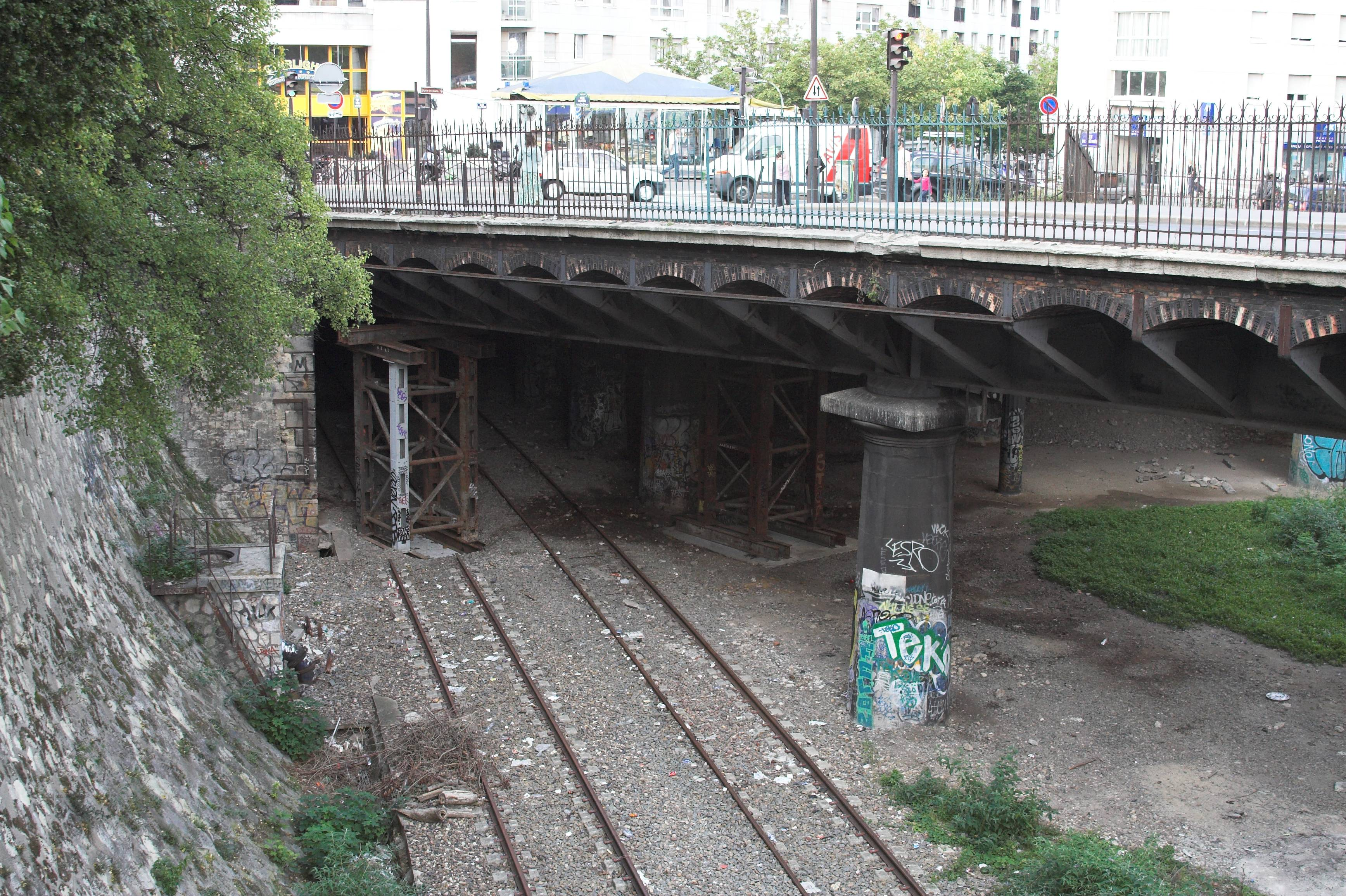
Pont rue de Crimée.
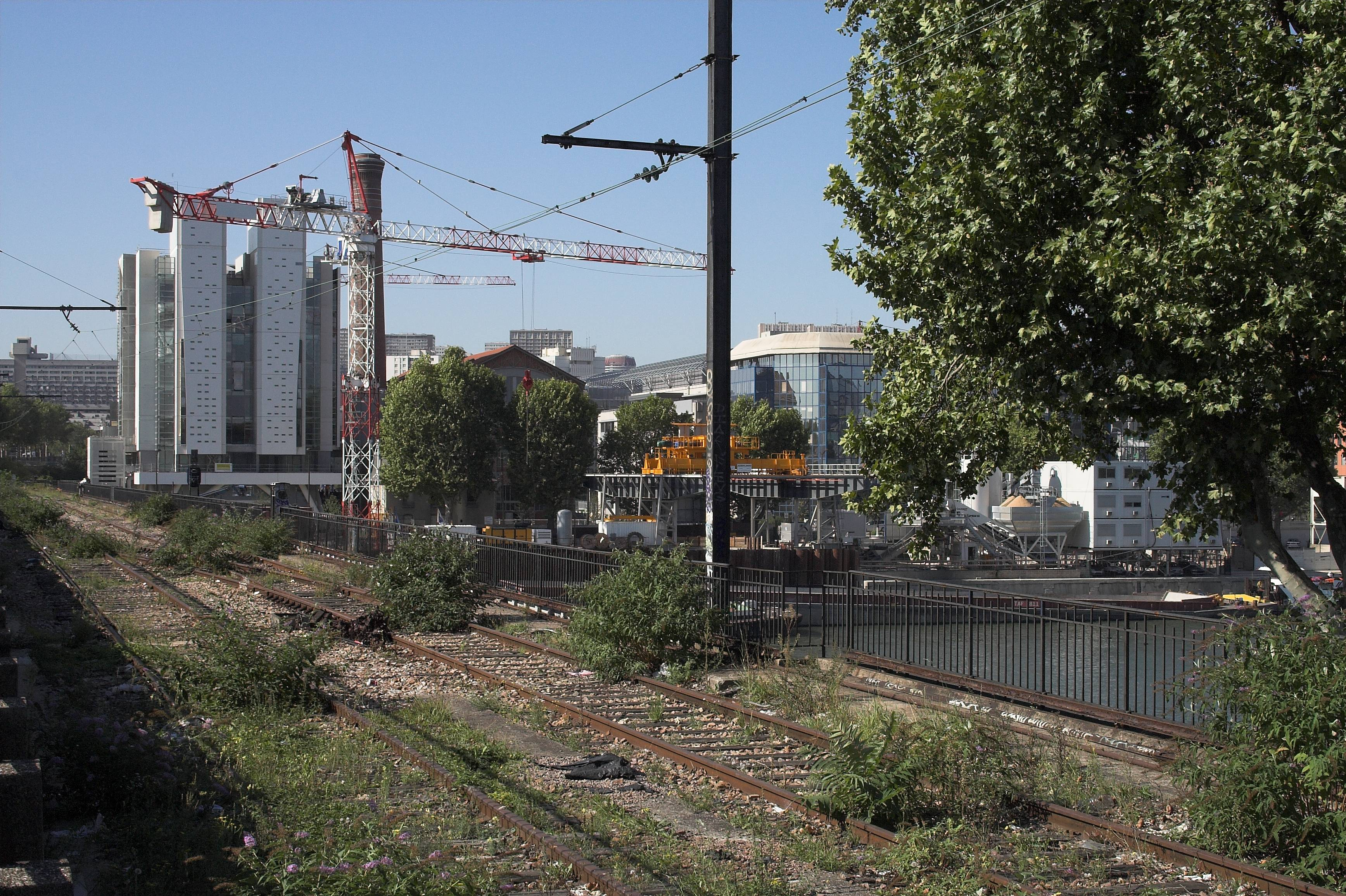
Pont National.
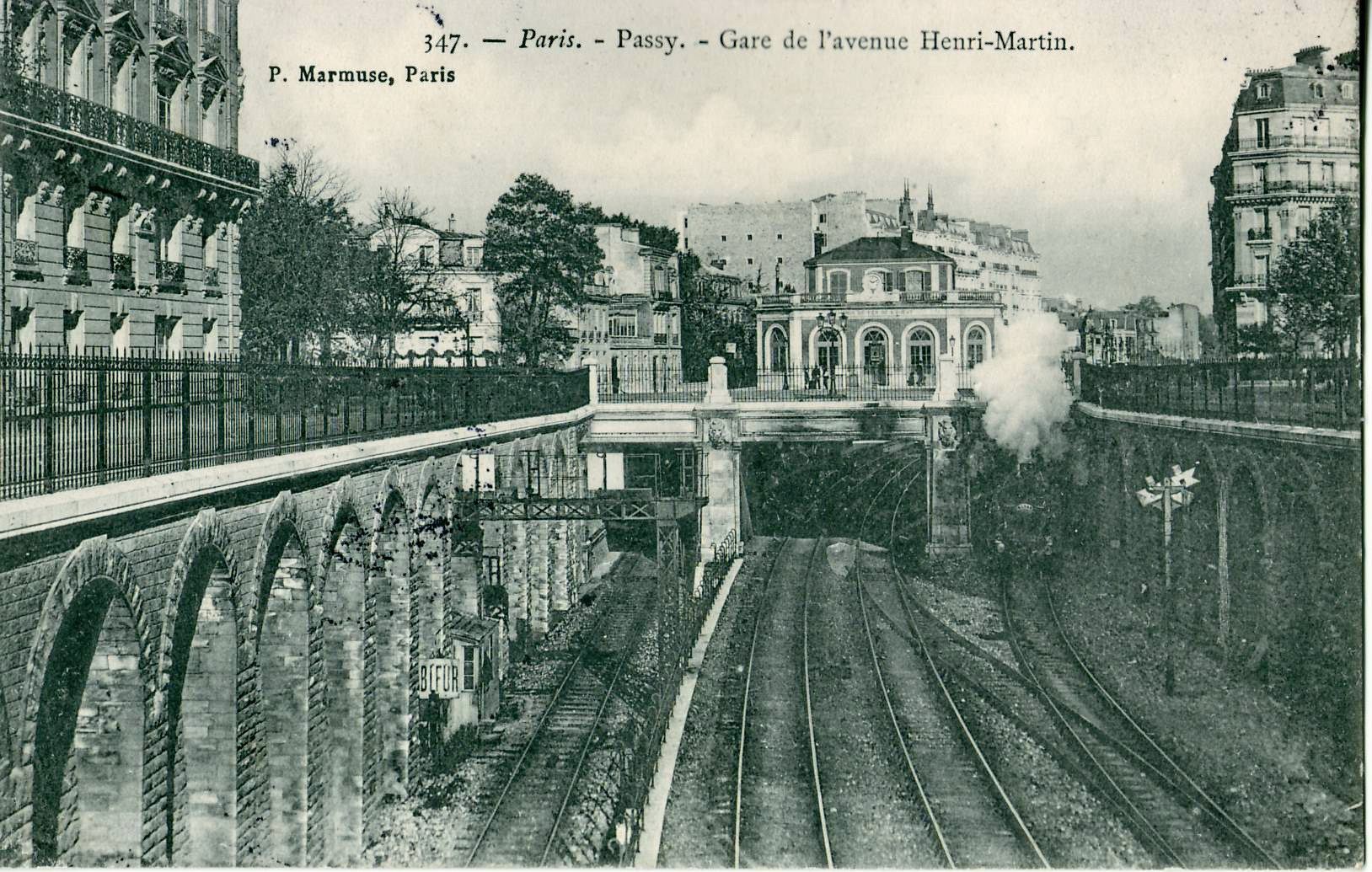
Gare Avenue Henri-Martin.
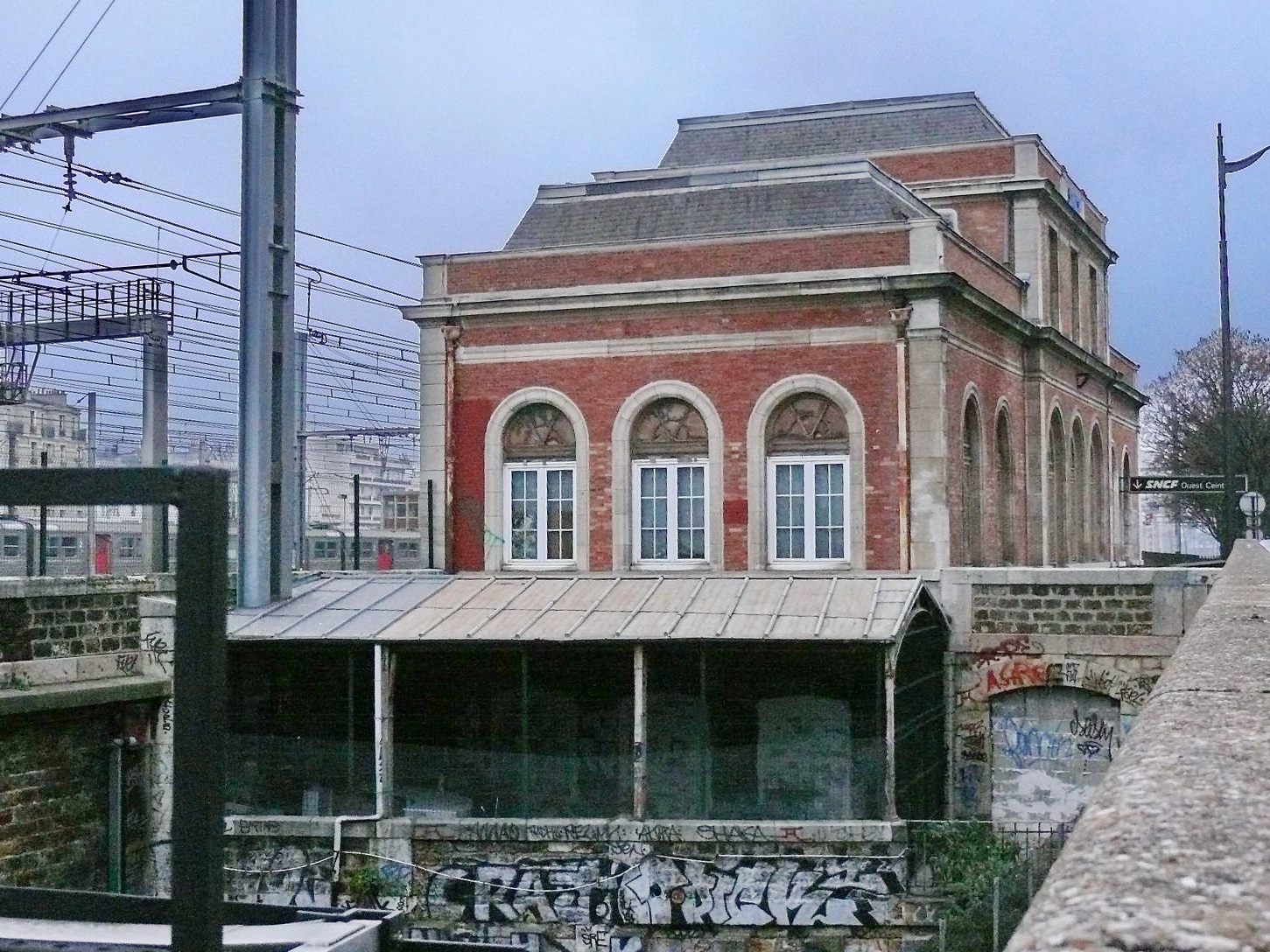
Gare Ouest-Ceinture.
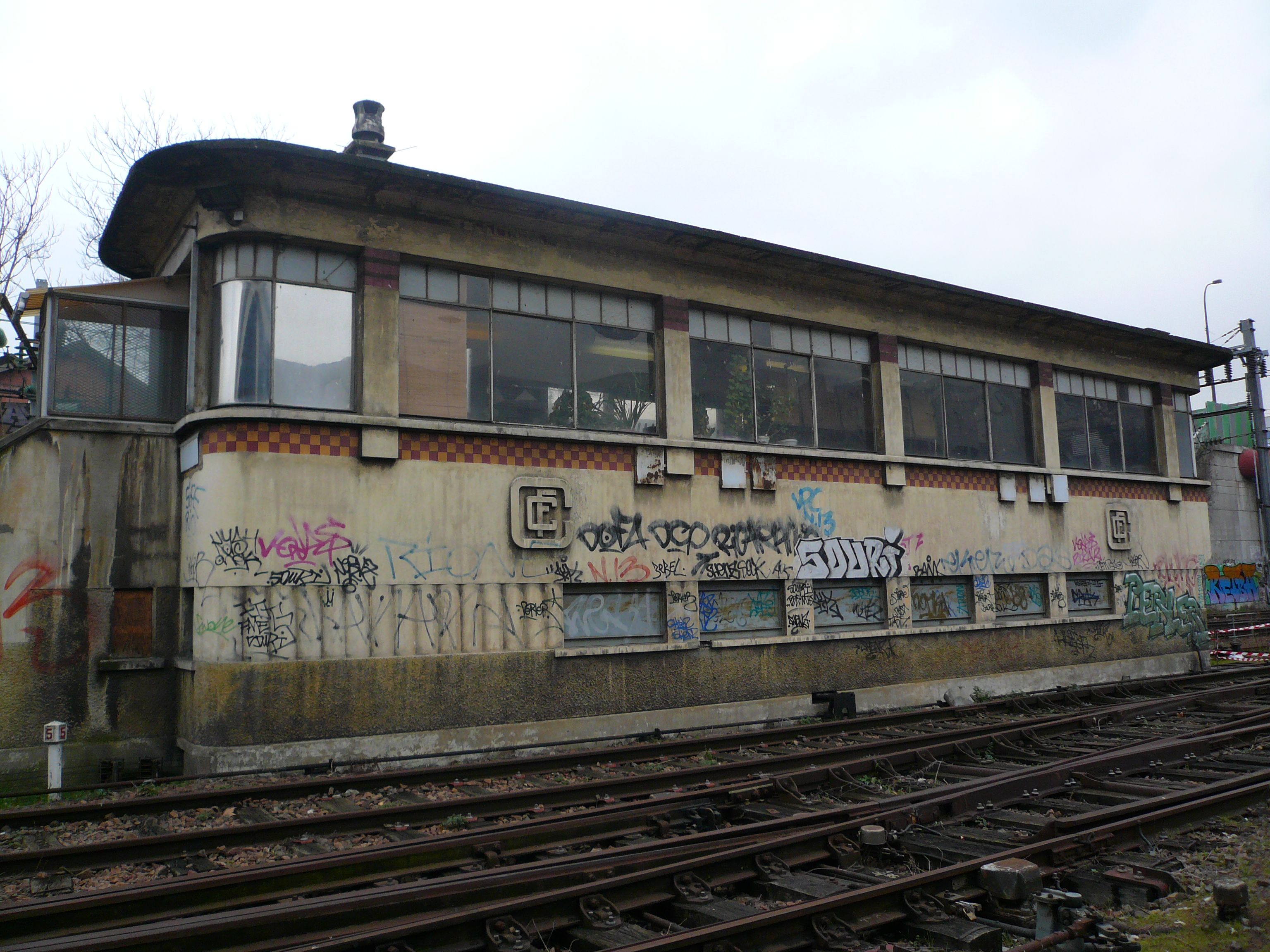
Poste d'aiguillage de l'Évangile.
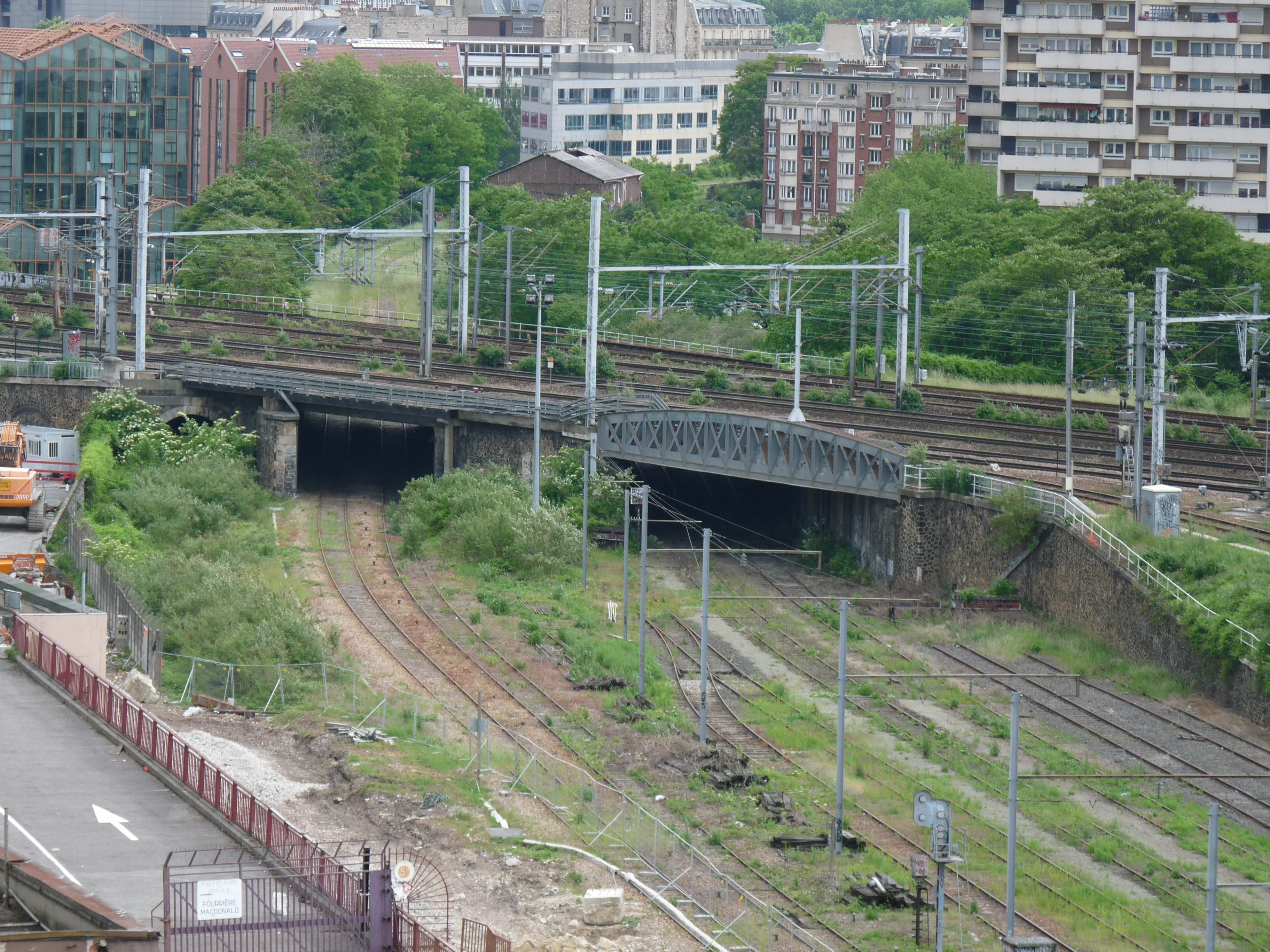
Gare Est-Ceinture.
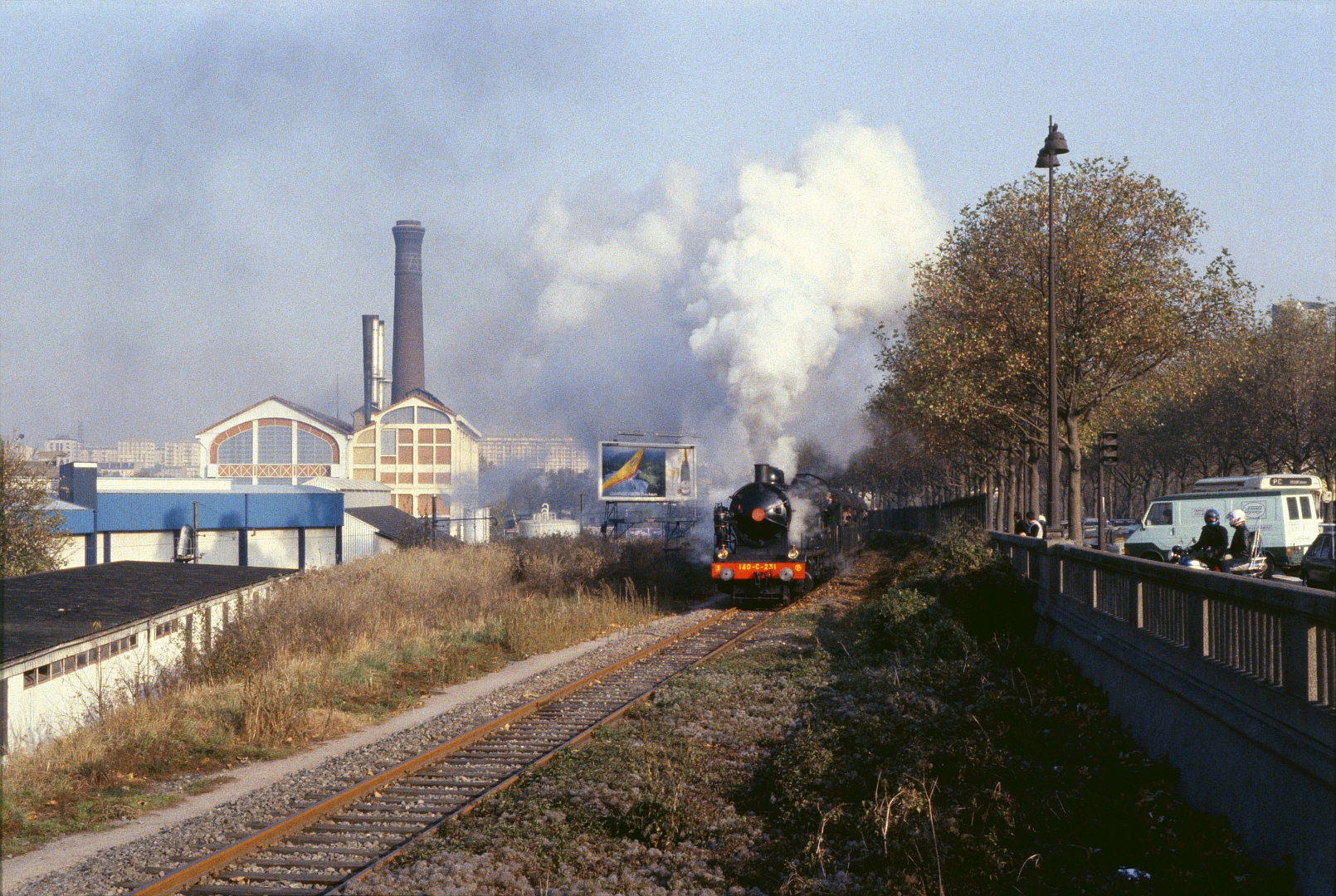
Boulevard Masséna (1983).
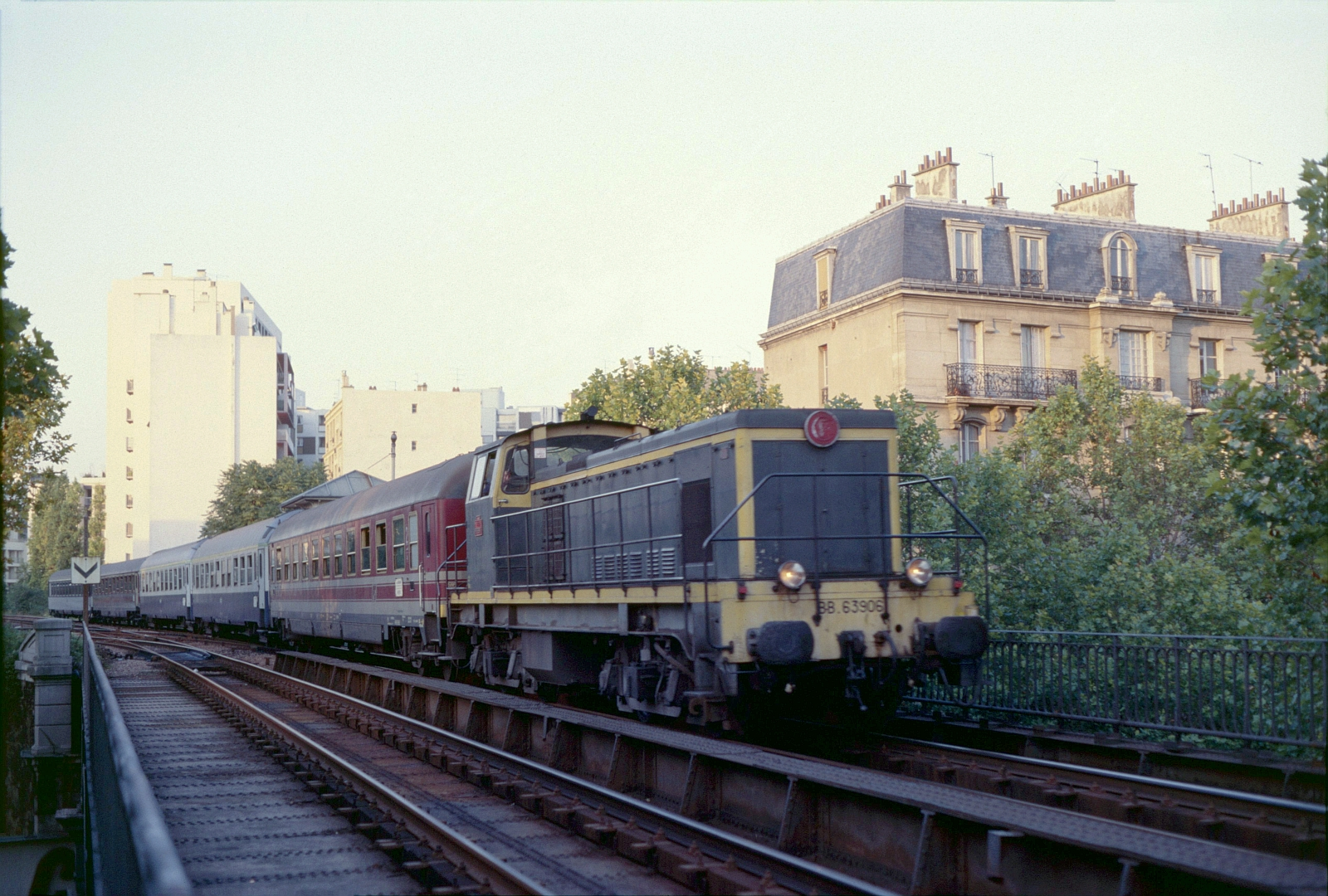
Avenue Daumesnil (1985).
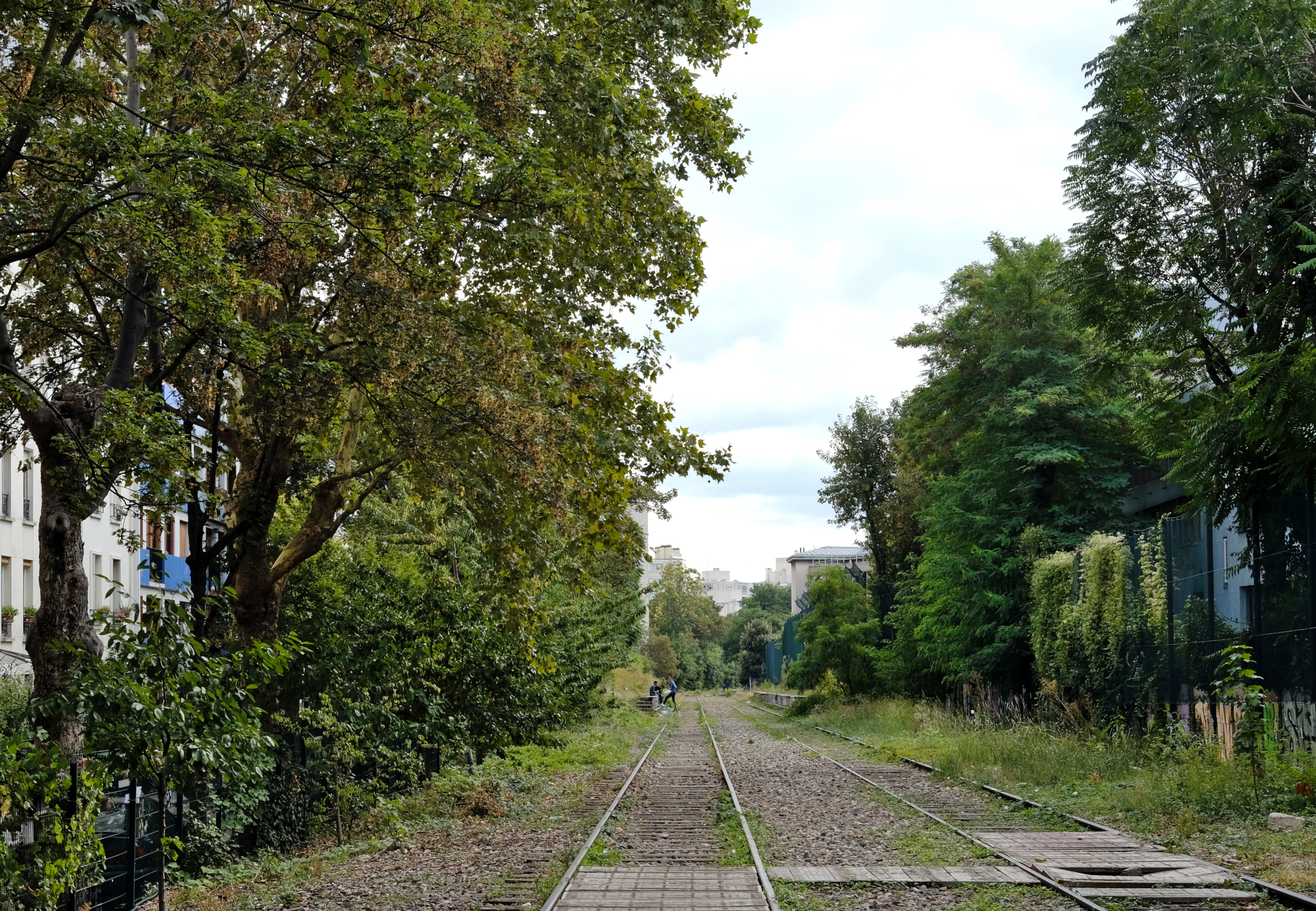
Villa du Bel-Air.
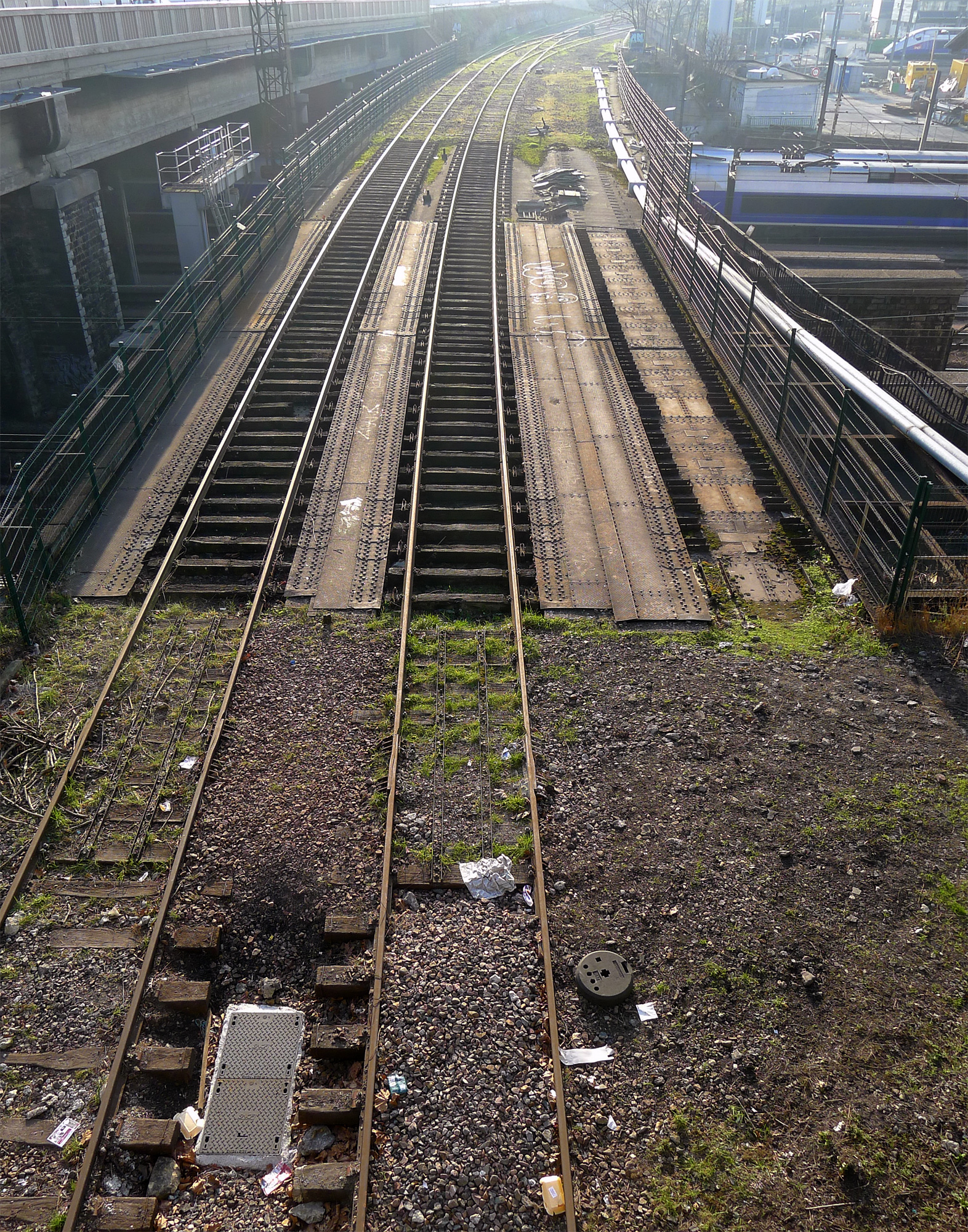
Porte de Charenton.
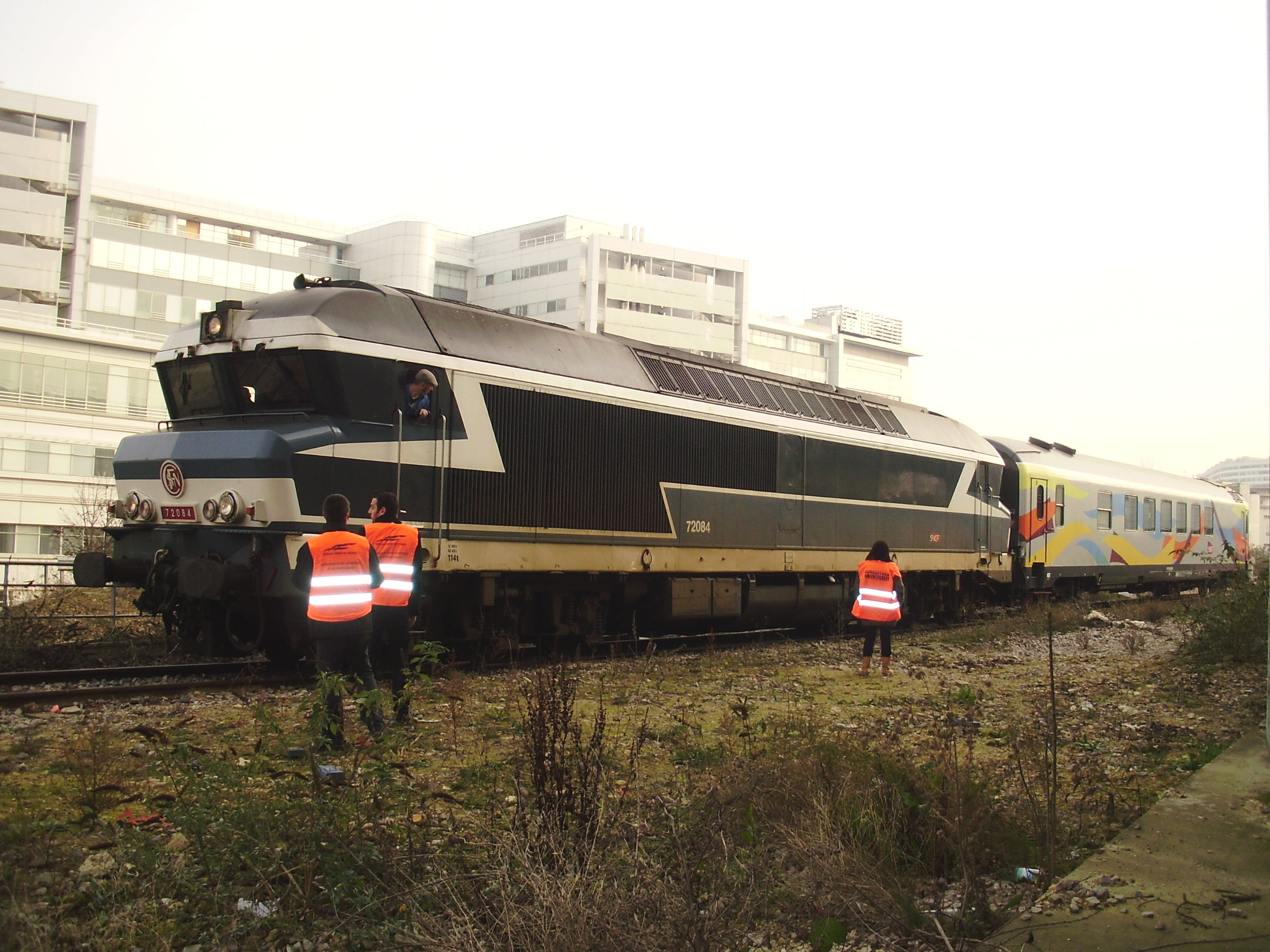
Gare du Pont du Garigliano.
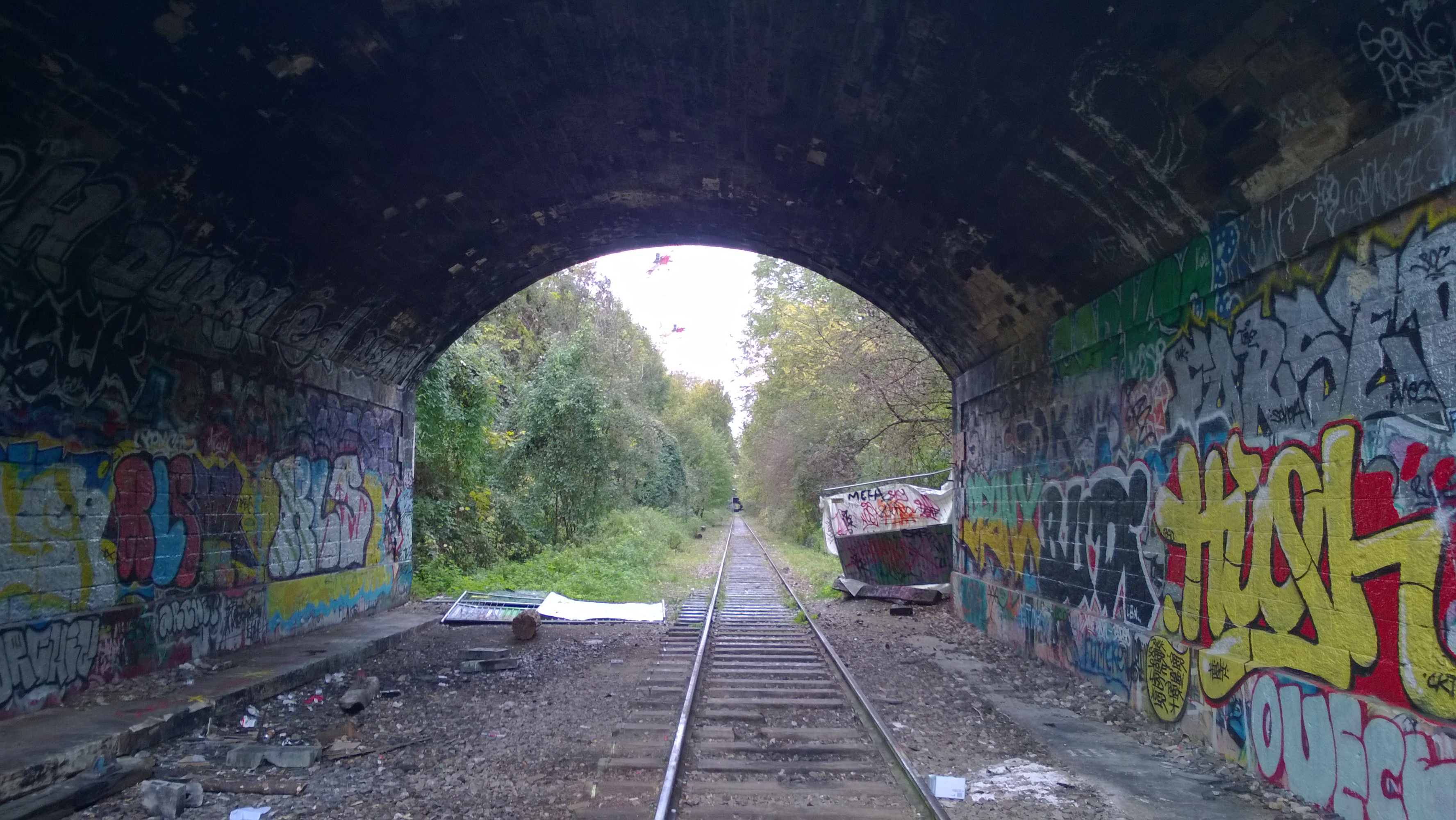
Porte d'Orléans.
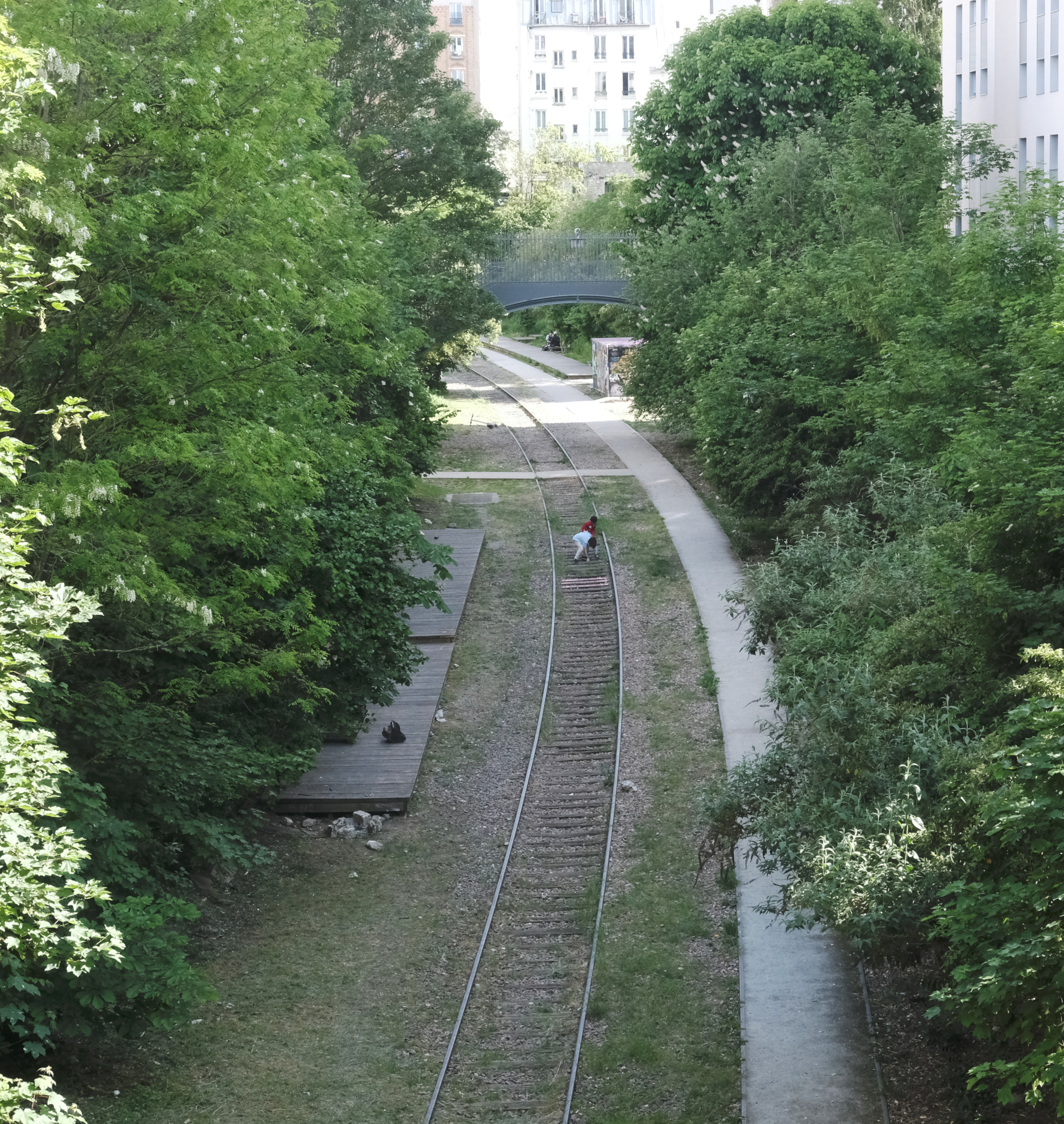
Gare de Ménilmontant.